# Deep Blue - Kasparov, 1997, partita 6
La sesta partita della rivincita della sfida di scacchi tra il computer progettato da IBM Deep Blue e Garri Kasparov, disputata il 11 maggio 1997 a New York, determinò la prima vittoria di un computer su un Campione del mondo di scacchi in un torneo con più incontri.
Anche il fatto che Kasparov abbandonò dopo solo 19 mosse, attrasse molto l'attenzione dei media. Questa ultima partita, infatti, durò poco più di un'ora. Prima di questa partita il punteggio era fermo a 2,5-2,5. Kasparov aveva vinto la prima partita, perso la seconda, patta la terza, la quarta e la quinta.

## La partita
|   | a | b | c | d | e | f | g | h |   |
| 8 | a8 torre del nero · c8 alfiere del nero · d8 donna del nero · e8 re del nero · f8 alfiere del nero · g8 cavallo del nero · h8 torre del nero · a7 pedone del nero · b7 pedone del nero · d7 cavallo del nero · e7 pedone del nero · f7 pedone del nero · g7 pedone del nero · h7 pedone del nero · c6 pedone del nero · g5 cavallo del bianco · d4 pedone del bianco · a2 pedone del bianco · b2 pedone del bianco · c2 pedone del bianco · f2 pedone del bianco · g2 pedone del bianco · h2 pedone del bianco · a1 torre del bianco · c1 alfiere del bianco · d1 donna del bianco · e1 re del bianco · f1 alfiere del bianco · g1 cavallo del bianco · h1 torre del bianco | a8 torre del nero · c8 alfiere del nero · d8 donna del nero · e8 re del nero · f8 alfiere del nero · g8 cavallo del nero · h8 torre del nero · a7 pedone del nero · b7 pedone del nero · d7 cavallo del nero · e7 pedone del nero · f7 pedone del nero · g7 pedone del nero · h7 pedone del nero · c6 pedone del nero · g5 cavallo del bianco · d4 pedone del bianco · a2 pedone del bianco · b2 pedone del bianco · c2 pedone del bianco · f2 pedone del bianco · g2 pedone del bianco · h2 pedone del bianco · a1 torre del bianco · c1 alfiere del bianco · d1 donna del bianco · e1 re del bianco · f1 alfiere del bianco · g1 cavallo del bianco · h1 torre del bianco | a8 torre del nero · c8 alfiere del nero · d8 donna del nero · e8 re del nero · f8 alfiere del nero · g8 cavallo del nero · h8 torre del nero · a7 pedone del nero · b7 pedone del nero · d7 cavallo del nero · e7 pedone del nero · f7 pedone del nero · g7 pedone del nero · h7 pedone del nero · c6 pedone del nero · g5 cavallo del bianco · d4 pedone del bianco · a2 pedone del bianco · b2 pedone del bianco · c2 pedone del bianco · f2 pedone del bianco · g2 pedone del bianco · h2 pedone del bianco · a1 torre del bianco · c1 alfiere del bianco · d1 donna del bianco · e1 re del bianco · f1 alfiere del bianco · g1 cavallo del bianco · h1 torre del bianco | a8 torre del nero · c8 alfiere del nero · d8 donna del nero · e8 re del nero · f8 alfiere del nero · g8 cavallo del nero · h8 torre del nero · a7 pedone del nero · b7 pedone del nero · d7 cavallo del nero · e7 pedone del nero · f7 pedone del nero · g7 pedone del nero · h7 pedone del nero · c6 pedone del nero · g5 cavallo del bianco · d4 pedone del bianco · a2 pedone del bianco · b2 pedone del bianco · c2 pedone del bianco · f2 pedone del bianco · g2 pedone del bianco · h2 pedone del bianco · a1 torre del bianco · c1 alfiere del bianco · d1 donna del bianco · e1 re del bianco · f1 alfiere del bianco · g1 cavallo del bianco · h1 torre del bianco | a8 torre del nero · c8 alfiere del nero · d8 donna del nero · e8 re del nero · f8 alfiere del nero · g8 cavallo del nero · h8 torre del nero · a7 pedone del nero · b7 pedone del nero · d7 cavallo del nero · e7 pedone del nero · f7 pedone del nero · g7 pedone del nero · h7 pedone del nero · c6 pedone del nero · g5 cavallo del bianco · d4 pedone del bianco · a2 pedone del bianco · b2 pedone del bianco · c2 pedone del bianco · f2 pedone del bianco · g2 pedone del bianco · h2 pedone del bianco · a1 torre del bianco · c1 alfiere del bianco · d1 donna del bianco · e1 re del bianco · f1 alfiere del bianco · g1 cavallo del bianco · h1 torre del bianco | a8 torre del nero · c8 alfiere del nero · d8 donna del nero · e8 re del nero · f8 alfiere del nero · g8 cavallo del nero · h8 torre del nero · a7 pedone del nero · b7 pedone del nero · d7 cavallo del nero · e7 pedone del nero · f7 pedone del nero · g7 pedone del nero · h7 pedone del nero · c6 pedone del nero · g5 cavallo del bianco · d4 pedone del bianco · a2 pedone del bianco · b2 pedone del bianco · c2 pedone del bianco · f2 pedone del bianco · g2 pedone del bianco · h2 pedone del bianco · a1 torre del bianco · c1 alfiere del bianco · d1 donna del bianco · e1 re del bianco · f1 alfiere del bianco · g1 cavallo del bianco · h1 torre del bianco | a8 torre del nero · c8 alfiere del nero · d8 donna del nero · e8 re del nero · f8 alfiere del nero · g8 cavallo del nero · h8 torre del nero · a7 pedone del nero · b7 pedone del nero · d7 cavallo del nero · e7 pedone del nero · f7 pedone del nero · g7 pedone del nero · h7 pedone del nero · c6 pedone del nero · g5 cavallo del bianco · d4 pedone del bianco · a2 pedone del bianco · b2 pedone del bianco · c2 pedone del bianco · f2 pedone del bianco · g2 pedone del bianco · h2 pedone del bianco · a1 torre del bianco · c1 alfiere del bianco · d1 donna del bianco · e1 re del bianco · f1 alfiere del bianco · g1 cavallo del bianco · h1 torre del bianco | a8 torre del nero · c8 alfiere del nero · d8 donna del nero · e8 re del nero · f8 alfiere del nero · g8 cavallo del nero · h8 torre del nero · a7 pedone del nero · b7 pedone del nero · d7 cavallo del nero · e7 pedone del nero · f7 pedone del nero · g7 pedone del nero · h7 pedone del nero · c6 pedone del nero · g5 cavallo del bianco · d4 pedone del bianco · a2 pedone del bianco · b2 pedone del bianco · c2 pedone del bianco · f2 pedone del bianco · g2 pedone del bianco · h2 pedone del bianco · a1 torre del bianco · c1 alfiere del bianco · d1 donna del bianco · e1 re del bianco · f1 alfiere del bianco · g1 cavallo del bianco · h1 torre del bianco | 8 |
| 7 | a8 torre del nero · c8 alfiere del nero · d8 donna del nero · e8 re del nero · f8 alfiere del nero · g8 cavallo del nero · h8 torre del nero · a7 pedone del nero · b7 pedone del nero · d7 cavallo del nero · e7 pedone del nero · f7 pedone del nero · g7 pedone del nero · h7 pedone del nero · c6 pedone del nero · g5 cavallo del bianco · d4 pedone del bianco · a2 pedone del bianco · b2 pedone del bianco · c2 pedone del bianco · f2 pedone del bianco · g2 pedone del bianco · h2 pedone del bianco · a1 torre del bianco · c1 alfiere del bianco · d1 donna del bianco · e1 re del bianco · f1 alfiere del bianco · g1 cavallo del bianco · h1 torre del bianco | a8 torre del nero · c8 alfiere del nero · d8 donna del nero · e8 re del nero · f8 alfiere del nero · g8 cavallo del nero · h8 torre del nero · a7 pedone del nero · b7 pedone del nero · d7 cavallo del nero · e7 pedone del nero · f7 pedone del nero · g7 pedone del nero · h7 pedone del nero · c6 pedone del nero · g5 cavallo del bianco · d4 pedone del bianco · a2 pedone del bianco · b2 pedone del bianco · c2 pedone del bianco · f2 pedone del bianco · g2 pedone del bianco · h2 pedone del bianco · a1 torre del bianco · c1 alfiere del bianco · d1 donna del bianco · e1 re del bianco · f1 alfiere del bianco · g1 cavallo del bianco · h1 torre del bianco | a8 torre del nero · c8 alfiere del nero · d8 donna del nero · e8 re del nero · f8 alfiere del nero · g8 cavallo del nero · h8 torre del nero · a7 pedone del nero · b7 pedone del nero · d7 cavallo del nero · e7 pedone del nero · f7 pedone del nero · g7 pedone del nero · h7 pedone del nero · c6 pedone del nero · g5 cavallo del bianco · d4 pedone del bianco · a2 pedone del bianco · b2 pedone del bianco · c2 pedone del bianco · f2 pedone del bianco · g2 pedone del bianco · h2 pedone del bianco · a1 torre del bianco · c1 alfiere del bianco · d1 donna del bianco · e1 re del bianco · f1 alfiere del bianco · g1 cavallo del bianco · h1 torre del bianco | a8 torre del nero · c8 alfiere del nero · d8 donna del nero · e8 re del nero · f8 alfiere del nero · g8 cavallo del nero · h8 torre del nero · a7 pedone del nero · b7 pedone del nero · d7 cavallo del nero · e7 pedone del nero · f7 pedone del nero · g7 pedone del nero · h7 pedone del nero · c6 pedone del nero · g5 cavallo del bianco · d4 pedone del bianco · a2 pedone del bianco · b2 pedone del bianco · c2 pedone del bianco · f2 pedone del bianco · g2 pedone del bianco · h2 pedone del bianco · a1 torre del bianco · c1 alfiere del bianco · d1 donna del bianco · e1 re del bianco · f1 alfiere del bianco · g1 cavallo del bianco · h1 torre del bianco | a8 torre del nero · c8 alfiere del nero · d8 donna del nero · e8 re del nero · f8 alfiere del nero · g8 cavallo del nero · h8 torre del nero · a7 pedone del nero · b7 pedone del nero · d7 cavallo del nero · e7 pedone del nero · f7 pedone del nero · g7 pedone del nero · h7 pedone del nero · c6 pedone del nero · g5 cavallo del bianco · d4 pedone del bianco · a2 pedone del bianco · b2 pedone del bianco · c2 pedone del bianco · f2 pedone del bianco · g2 pedone del bianco · h2 pedone del bianco · a1 torre del bianco · c1 alfiere del bianco · d1 donna del bianco · e1 re del bianco · f1 alfiere del bianco · g1 cavallo del bianco · h1 torre del bianco | a8 torre del nero · c8 alfiere del nero · d8 donna del nero · e8 re del nero · f8 alfiere del nero · g8 cavallo del nero · h8 torre del nero · a7 pedone del nero · b7 pedone del nero · d7 cavallo del nero · e7 pedone del nero · f7 pedone del nero · g7 pedone del nero · h7 pedone del nero · c6 pedone del nero · g5 cavallo del bianco · d4 pedone del bianco · a2 pedone del bianco · b2 pedone del bianco · c2 pedone del bianco · f2 pedone del bianco · g2 pedone del bianco · h2 pedone del bianco · a1 torre del bianco · c1 alfiere del bianco · d1 donna del bianco · e1 re del bianco · f1 alfiere del bianco · g1 cavallo del bianco · h1 torre del bianco | a8 torre del nero · c8 alfiere del nero · d8 donna del nero · e8 re del nero · f8 alfiere del nero · g8 cavallo del nero · h8 torre del nero · a7 pedone del nero · b7 pedone del nero · d7 cavallo del nero · e7 pedone del nero · f7 pedone del nero · g7 pedone del nero · h7 pedone del nero · c6 pedone del nero · g5 cavallo del bianco · d4 pedone del bianco · a2 pedone del bianco · b2 pedone del bianco · c2 pedone del bianco · f2 pedone del bianco · g2 pedone del bianco · h2 pedone del bianco · a1 torre del bianco · c1 alfiere del bianco · d1 donna del bianco · e1 re del bianco · f1 alfiere del bianco · g1 cavallo del bianco · h1 torre del bianco | a8 torre del nero · c8 alfiere del nero · d8 donna del nero · e8 re del nero · f8 alfiere del nero · g8 cavallo del nero · h8 torre del nero · a7 pedone del nero · b7 pedone del nero · d7 cavallo del nero · e7 pedone del nero · f7 pedone del nero · g7 pedone del nero · h7 pedone del nero · c6 pedone del nero · g5 cavallo del bianco · d4 pedone del bianco · a2 pedone del bianco · b2 pedone del bianco · c2 pedone del bianco · f2 pedone del bianco · g2 pedone del bianco · h2 pedone del bianco · a1 torre del bianco · c1 alfiere del bianco · d1 donna del bianco · e1 re del bianco · f1 alfiere del bianco · g1 cavallo del bianco · h1 torre del bianco | 7 |
| 6 | a8 torre del nero · c8 alfiere del nero · d8 donna del nero · e8 re del nero · f8 alfiere del nero · g8 cavallo del nero · h8 torre del nero · a7 pedone del nero · b7 pedone del nero · d7 cavallo del nero · e7 pedone del nero · f7 pedone del nero · g7 pedone del nero · h7 pedone del nero · c6 pedone del nero · g5 cavallo del bianco · d4 pedone del bianco · a2 pedone del bianco · b2 pedone del bianco · c2 pedone del bianco · f2 pedone del bianco · g2 pedone del bianco · h2 pedone del bianco · a1 torre del bianco · c1 alfiere del bianco · d1 donna del bianco · e1 re del bianco · f1 alfiere del bianco · g1 cavallo del bianco · h1 torre del bianco | a8 torre del nero · c8 alfiere del nero · d8 donna del nero · e8 re del nero · f8 alfiere del nero · g8 cavallo del nero · h8 torre del nero · a7 pedone del nero · b7 pedone del nero · d7 cavallo del nero · e7 pedone del nero · f7 pedone del nero · g7 pedone del nero · h7 pedone del nero · c6 pedone del nero · g5 cavallo del bianco · d4 pedone del bianco · a2 pedone del bianco · b2 pedone del bianco · c2 pedone del bianco · f2 pedone del bianco · g2 pedone del bianco · h2 pedone del bianco · a1 torre del bianco · c1 alfiere del bianco · d1 donna del bianco · e1 re del bianco · f1 alfiere del bianco · g1 cavallo del bianco · h1 torre del bianco | a8 torre del nero · c8 alfiere del nero · d8 donna del nero · e8 re del nero · f8 alfiere del nero · g8 cavallo del nero · h8 torre del nero · a7 pedone del nero · b7 pedone del nero · d7 cavallo del nero · e7 pedone del nero · f7 pedone del nero · g7 pedone del nero · h7 pedone del nero · c6 pedone del nero · g5 cavallo del bianco · d4 pedone del bianco · a2 pedone del bianco · b2 pedone del bianco · c2 pedone del bianco · f2 pedone del bianco · g2 pedone del bianco · h2 pedone del bianco · a1 torre del bianco · c1 alfiere del bianco · d1 donna del bianco · e1 re del bianco · f1 alfiere del bianco · g1 cavallo del bianco · h1 torre del bianco | a8 torre del nero · c8 alfiere del nero · d8 donna del nero · e8 re del nero · f8 alfiere del nero · g8 cavallo del nero · h8 torre del nero · a7 pedone del nero · b7 pedone del nero · d7 cavallo del nero · e7 pedone del nero · f7 pedone del nero · g7 pedone del nero · h7 pedone del nero · c6 pedone del nero · g5 cavallo del bianco · d4 pedone del bianco · a2 pedone del bianco · b2 pedone del bianco · c2 pedone del bianco · f2 pedone del bianco · g2 pedone del bianco · h2 pedone del bianco · a1 torre del bianco · c1 alfiere del bianco · d1 donna del bianco · e1 re del bianco · f1 alfiere del bianco · g1 cavallo del bianco · h1 torre del bianco | a8 torre del nero · c8 alfiere del nero · d8 donna del nero · e8 re del nero · f8 alfiere del nero · g8 cavallo del nero · h8 torre del nero · a7 pedone del nero · b7 pedone del nero · d7 cavallo del nero · e7 pedone del nero · f7 pedone del nero · g7 pedone del nero · h7 pedone del nero · c6 pedone del nero · g5 cavallo del bianco · d4 pedone del bianco · a2 pedone del bianco · b2 pedone del bianco · c2 pedone del bianco · f2 pedone del bianco · g2 pedone del bianco · h2 pedone del bianco · a1 torre del bianco · c1 alfiere del bianco · d1 donna del bianco · e1 re del bianco · f1 alfiere del bianco · g1 cavallo del bianco · h1 torre del bianco | a8 torre del nero · c8 alfiere del nero · d8 donna del nero · e8 re del nero · f8 alfiere del nero · g8 cavallo del nero · h8 torre del nero · a7 pedone del nero · b7 pedone del nero · d7 cavallo del nero · e7 pedone del nero · f7 pedone del nero · g7 pedone del nero · h7 pedone del nero · c6 pedone del nero · g5 cavallo del bianco · d4 pedone del bianco · a2 pedone del bianco · b2 pedone del bianco · c2 pedone del bianco · f2 pedone del bianco · g2 pedone del bianco · h2 pedone del bianco · a1 torre del bianco · c1 alfiere del bianco · d1 donna del bianco · e1 re del bianco · f1 alfiere del bianco · g1 cavallo del bianco · h1 torre del bianco | a8 torre del nero · c8 alfiere del nero · d8 donna del nero · e8 re del nero · f8 alfiere del nero · g8 cavallo del nero · h8 torre del nero · a7 pedone del nero · b7 pedone del nero · d7 cavallo del nero · e7 pedone del nero · f7 pedone del nero · g7 pedone del nero · h7 pedone del nero · c6 pedone del nero · g5 cavallo del bianco · d4 pedone del bianco · a2 pedone del bianco · b2 pedone del bianco · c2 pedone del bianco · f2 pedone del bianco · g2 pedone del bianco · h2 pedone del bianco · a1 torre del bianco · c1 alfiere del bianco · d1 donna del bianco · e1 re del bianco · f1 alfiere del bianco · g1 cavallo del bianco · h1 torre del bianco | a8 torre del nero · c8 alfiere del nero · d8 donna del nero · e8 re del nero · f8 alfiere del nero · g8 cavallo del nero · h8 torre del nero · a7 pedone del nero · b7 pedone del nero · d7 cavallo del nero · e7 pedone del nero · f7 pedone del nero · g7 pedone del nero · h7 pedone del nero · c6 pedone del nero · g5 cavallo del bianco · d4 pedone del bianco · a2 pedone del bianco · b2 pedone del bianco · c2 pedone del bianco · f2 pedone del bianco · g2 pedone del bianco · h2 pedone del bianco · a1 torre del bianco · c1 alfiere del bianco · d1 donna del bianco · e1 re del bianco · f1 alfiere del bianco · g1 cavallo del bianco · h1 torre del bianco | 6 |
| 5 | a8 torre del nero · c8 alfiere del nero · d8 donna del nero · e8 re del nero · f8 alfiere del nero · g8 cavallo del nero · h8 torre del nero · a7 pedone del nero · b7 pedone del nero · d7 cavallo del nero · e7 pedone del nero · f7 pedone del nero · g7 pedone del nero · h7 pedone del nero · c6 pedone del nero · g5 cavallo del bianco · d4 pedone del bianco · a2 pedone del bianco · b2 pedone del bianco · c2 pedone del bianco · f2 pedone del bianco · g2 pedone del bianco · h2 pedone del bianco · a1 torre del bianco · c1 alfiere del bianco · d1 donna del bianco · e1 re del bianco · f1 alfiere del bianco · g1 cavallo del bianco · h1 torre del bianco | a8 torre del nero · c8 alfiere del nero · d8 donna del nero · e8 re del nero · f8 alfiere del nero · g8 cavallo del nero · h8 torre del nero · a7 pedone del nero · b7 pedone del nero · d7 cavallo del nero · e7 pedone del nero · f7 pedone del nero · g7 pedone del nero · h7 pedone del nero · c6 pedone del nero · g5 cavallo del bianco · d4 pedone del bianco · a2 pedone del bianco · b2 pedone del bianco · c2 pedone del bianco · f2 pedone del bianco · g2 pedone del bianco · h2 pedone del bianco · a1 torre del bianco · c1 alfiere del bianco · d1 donna del bianco · e1 re del bianco · f1 alfiere del bianco · g1 cavallo del bianco · h1 torre del bianco | a8 torre del nero · c8 alfiere del nero · d8 donna del nero · e8 re del nero · f8 alfiere del nero · g8 cavallo del nero · h8 torre del nero · a7 pedone del nero · b7 pedone del nero · d7 cavallo del nero · e7 pedone del nero · f7 pedone del nero · g7 pedone del nero · h7 pedone del nero · c6 pedone del nero · g5 cavallo del bianco · d4 pedone del bianco · a2 pedone del bianco · b2 pedone del bianco · c2 pedone del bianco · f2 pedone del bianco · g2 pedone del bianco · h2 pedone del bianco · a1 torre del bianco · c1 alfiere del bianco · d1 donna del bianco · e1 re del bianco · f1 alfiere del bianco · g1 cavallo del bianco · h1 torre del bianco | a8 torre del nero · c8 alfiere del nero · d8 donna del nero · e8 re del nero · f8 alfiere del nero · g8 cavallo del nero · h8 torre del nero · a7 pedone del nero · b7 pedone del nero · d7 cavallo del nero · e7 pedone del nero · f7 pedone del nero · g7 pedone del nero · h7 pedone del nero · c6 pedone del nero · g5 cavallo del bianco · d4 pedone del bianco · a2 pedone del bianco · b2 pedone del bianco · c2 pedone del bianco · f2 pedone del bianco · g2 pedone del bianco · h2 pedone del bianco · a1 torre del bianco · c1 alfiere del bianco · d1 donna del bianco · e1 re del bianco · f1 alfiere del bianco · g1 cavallo del bianco · h1 torre del bianco | a8 torre del nero · c8 alfiere del nero · d8 donna del nero · e8 re del nero · f8 alfiere del nero · g8 cavallo del nero · h8 torre del nero · a7 pedone del nero · b7 pedone del nero · d7 cavallo del nero · e7 pedone del nero · f7 pedone del nero · g7 pedone del nero · h7 pedone del nero · c6 pedone del nero · g5 cavallo del bianco · d4 pedone del bianco · a2 pedone del bianco · b2 pedone del bianco · c2 pedone del bianco · f2 pedone del bianco · g2 pedone del bianco · h2 pedone del bianco · a1 torre del bianco · c1 alfiere del bianco · d1 donna del bianco · e1 re del bianco · f1 alfiere del bianco · g1 cavallo del bianco · h1 torre del bianco | a8 torre del nero · c8 alfiere del nero · d8 donna del nero · e8 re del nero · f8 alfiere del nero · g8 cavallo del nero · h8 torre del nero · a7 pedone del nero · b7 pedone del nero · d7 cavallo del nero · e7 pedone del nero · f7 pedone del nero · g7 pedone del nero · h7 pedone del nero · c6 pedone del nero · g5 cavallo del bianco · d4 pedone del bianco · a2 pedone del bianco · b2 pedone del bianco · c2 pedone del bianco · f2 pedone del bianco · g2 pedone del bianco · h2 pedone del bianco · a1 torre del bianco · c1 alfiere del bianco · d1 donna del bianco · e1 re del bianco · f1 alfiere del bianco · g1 cavallo del bianco · h1 torre del bianco | a8 torre del nero · c8 alfiere del nero · d8 donna del nero · e8 re del nero · f8 alfiere del nero · g8 cavallo del nero · h8 torre del nero · a7 pedone del nero · b7 pedone del nero · d7 cavallo del nero · e7 pedone del nero · f7 pedone del nero · g7 pedone del nero · h7 pedone del nero · c6 pedone del nero · g5 cavallo del bianco · d4 pedone del bianco · a2 pedone del bianco · b2 pedone del bianco · c2 pedone del bianco · f2 pedone del bianco · g2 pedone del bianco · h2 pedone del bianco · a1 torre del bianco · c1 alfiere del bianco · d1 donna del bianco · e1 re del bianco · f1 alfiere del bianco · g1 cavallo del bianco · h1 torre del bianco | a8 torre del nero · c8 alfiere del nero · d8 donna del nero · e8 re del nero · f8 alfiere del nero · g8 cavallo del nero · h8 torre del nero · a7 pedone del nero · b7 pedone del nero · d7 cavallo del nero · e7 pedone del nero · f7 pedone del nero · g7 pedone del nero · h7 pedone del nero · c6 pedone del nero · g5 cavallo del bianco · d4 pedone del bianco · a2 pedone del bianco · b2 pedone del bianco · c2 pedone del bianco · f2 pedone del bianco · g2 pedone del bianco · h2 pedone del bianco · a1 torre del bianco · c1 alfiere del bianco · d1 donna del bianco · e1 re del bianco · f1 alfiere del bianco · g1 cavallo del bianco · h1 torre del bianco | 5 |
| 4 | a8 torre del nero · c8 alfiere del nero · d8 donna del nero · e8 re del nero · f8 alfiere del nero · g8 cavallo del nero · h8 torre del nero · a7 pedone del nero · b7 pedone del nero · d7 cavallo del nero · e7 pedone del nero · f7 pedone del nero · g7 pedone del nero · h7 pedone del nero · c6 pedone del nero · g5 cavallo del bianco · d4 pedone del bianco · a2 pedone del bianco · b2 pedone del bianco · c2 pedone del bianco · f2 pedone del bianco · g2 pedone del bianco · h2 pedone del bianco · a1 torre del bianco · c1 alfiere del bianco · d1 donna del bianco · e1 re del bianco · f1 alfiere del bianco · g1 cavallo del bianco · h1 torre del bianco | a8 torre del nero · c8 alfiere del nero · d8 donna del nero · e8 re del nero · f8 alfiere del nero · g8 cavallo del nero · h8 torre del nero · a7 pedone del nero · b7 pedone del nero · d7 cavallo del nero · e7 pedone del nero · f7 pedone del nero · g7 pedone del nero · h7 pedone del nero · c6 pedone del nero · g5 cavallo del bianco · d4 pedone del bianco · a2 pedone del bianco · b2 pedone del bianco · c2 pedone del bianco · f2 pedone del bianco · g2 pedone del bianco · h2 pedone del bianco · a1 torre del bianco · c1 alfiere del bianco · d1 donna del bianco · e1 re del bianco · f1 alfiere del bianco · g1 cavallo del bianco · h1 torre del bianco | a8 torre del nero · c8 alfiere del nero · d8 donna del nero · e8 re del nero · f8 alfiere del nero · g8 cavallo del nero · h8 torre del nero · a7 pedone del nero · b7 pedone del nero · d7 cavallo del nero · e7 pedone del nero · f7 pedone del nero · g7 pedone del nero · h7 pedone del nero · c6 pedone del nero · g5 cavallo del bianco · d4 pedone del bianco · a2 pedone del bianco · b2 pedone del bianco · c2 pedone del bianco · f2 pedone del bianco · g2 pedone del bianco · h2 pedone del bianco · a1 torre del bianco · c1 alfiere del bianco · d1 donna del bianco · e1 re del bianco · f1 alfiere del bianco · g1 cavallo del bianco · h1 torre del bianco | a8 torre del nero · c8 alfiere del nero · d8 donna del nero · e8 re del nero · f8 alfiere del nero · g8 cavallo del nero · h8 torre del nero · a7 pedone del nero · b7 pedone del nero · d7 cavallo del nero · e7 pedone del nero · f7 pedone del nero · g7 pedone del nero · h7 pedone del nero · c6 pedone del nero · g5 cavallo del bianco · d4 pedone del bianco · a2 pedone del bianco · b2 pedone del bianco · c2 pedone del bianco · f2 pedone del bianco · g2 pedone del bianco · h2 pedone del bianco · a1 torre del bianco · c1 alfiere del bianco · d1 donna del bianco · e1 re del bianco · f1 alfiere del bianco · g1 cavallo del bianco · h1 torre del bianco | a8 torre del nero · c8 alfiere del nero · d8 donna del nero · e8 re del nero · f8 alfiere del nero · g8 cavallo del nero · h8 torre del nero · a7 pedone del nero · b7 pedone del nero · d7 cavallo del nero · e7 pedone del nero · f7 pedone del nero · g7 pedone del nero · h7 pedone del nero · c6 pedone del nero · g5 cavallo del bianco · d4 pedone del bianco · a2 pedone del bianco · b2 pedone del bianco · c2 pedone del bianco · f2 pedone del bianco · g2 pedone del bianco · h2 pedone del bianco · a1 torre del bianco · c1 alfiere del bianco · d1 donna del bianco · e1 re del bianco · f1 alfiere del bianco · g1 cavallo del bianco · h1 torre del bianco | a8 torre del nero · c8 alfiere del nero · d8 donna del nero · e8 re del nero · f8 alfiere del nero · g8 cavallo del nero · h8 torre del nero · a7 pedone del nero · b7 pedone del nero · d7 cavallo del nero · e7 pedone del nero · f7 pedone del nero · g7 pedone del nero · h7 pedone del nero · c6 pedone del nero · g5 cavallo del bianco · d4 pedone del bianco · a2 pedone del bianco · b2 pedone del bianco · c2 pedone del bianco · f2 pedone del bianco · g2 pedone del bianco · h2 pedone del bianco · a1 torre del bianco · c1 alfiere del bianco · d1 donna del bianco · e1 re del bianco · f1 alfiere del bianco · g1 cavallo del bianco · h1 torre del bianco | a8 torre del nero · c8 alfiere del nero · d8 donna del nero · e8 re del nero · f8 alfiere del nero · g8 cavallo del nero · h8 torre del nero · a7 pedone del nero · b7 pedone del nero · d7 cavallo del nero · e7 pedone del nero · f7 pedone del nero · g7 pedone del nero · h7 pedone del nero · c6 pedone del nero · g5 cavallo del bianco · d4 pedone del bianco · a2 pedone del bianco · b2 pedone del bianco · c2 pedone del bianco · f2 pedone del bianco · g2 pedone del bianco · h2 pedone del bianco · a1 torre del bianco · c1 alfiere del bianco · d1 donna del bianco · e1 re del bianco · f1 alfiere del bianco · g1 cavallo del bianco · h1 torre del bianco | a8 torre del nero · c8 alfiere del nero · d8 donna del nero · e8 re del nero · f8 alfiere del nero · g8 cavallo del nero · h8 torre del nero · a7 pedone del nero · b7 pedone del nero · d7 cavallo del nero · e7 pedone del nero · f7 pedone del nero · g7 pedone del nero · h7 pedone del nero · c6 pedone del nero · g5 cavallo del bianco · d4 pedone del bianco · a2 pedone del bianco · b2 pedone del bianco · c2 pedone del bianco · f2 pedone del bianco · g2 pedone del bianco · h2 pedone del bianco · a1 torre del bianco · c1 alfiere del bianco · d1 donna del bianco · e1 re del bianco · f1 alfiere del bianco · g1 cavallo del bianco · h1 torre del bianco | 4 |
| 3 | a8 torre del nero · c8 alfiere del nero · d8 donna del nero · e8 re del nero · f8 alfiere del nero · g8 cavallo del nero · h8 torre del nero · a7 pedone del nero · b7 pedone del nero · d7 cavallo del nero · e7 pedone del nero · f7 pedone del nero · g7 pedone del nero · h7 pedone del nero · c6 pedone del nero · g5 cavallo del bianco · d4 pedone del bianco · a2 pedone del bianco · b2 pedone del bianco · c2 pedone del bianco · f2 pedone del bianco · g2 pedone del bianco · h2 pedone del bianco · a1 torre del bianco · c1 alfiere del bianco · d1 donna del bianco · e1 re del bianco · f1 alfiere del bianco · g1 cavallo del bianco · h1 torre del bianco | a8 torre del nero · c8 alfiere del nero · d8 donna del nero · e8 re del nero · f8 alfiere del nero · g8 cavallo del nero · h8 torre del nero · a7 pedone del nero · b7 pedone del nero · d7 cavallo del nero · e7 pedone del nero · f7 pedone del nero · g7 pedone del nero · h7 pedone del nero · c6 pedone del nero · g5 cavallo del bianco · d4 pedone del bianco · a2 pedone del bianco · b2 pedone del bianco · c2 pedone del bianco · f2 pedone del bianco · g2 pedone del bianco · h2 pedone del bianco · a1 torre del bianco · c1 alfiere del bianco · d1 donna del bianco · e1 re del bianco · f1 alfiere del bianco · g1 cavallo del bianco · h1 torre del bianco | a8 torre del nero · c8 alfiere del nero · d8 donna del nero · e8 re del nero · f8 alfiere del nero · g8 cavallo del nero · h8 torre del nero · a7 pedone del nero · b7 pedone del nero · d7 cavallo del nero · e7 pedone del nero · f7 pedone del nero · g7 pedone del nero · h7 pedone del nero · c6 pedone del nero · g5 cavallo del bianco · d4 pedone del bianco · a2 pedone del bianco · b2 pedone del bianco · c2 pedone del bianco · f2 pedone del bianco · g2 pedone del bianco · h2 pedone del bianco · a1 torre del bianco · c1 alfiere del bianco · d1 donna del bianco · e1 re del bianco · f1 alfiere del bianco · g1 cavallo del bianco · h1 torre del bianco | a8 torre del nero · c8 alfiere del nero · d8 donna del nero · e8 re del nero · f8 alfiere del nero · g8 cavallo del nero · h8 torre del nero · a7 pedone del nero · b7 pedone del nero · d7 cavallo del nero · e7 pedone del nero · f7 pedone del nero · g7 pedone del nero · h7 pedone del nero · c6 pedone del nero · g5 cavallo del bianco · d4 pedone del bianco · a2 pedone del bianco · b2 pedone del bianco · c2 pedone del bianco · f2 pedone del bianco · g2 pedone del bianco · h2 pedone del bianco · a1 torre del bianco · c1 alfiere del bianco · d1 donna del bianco · e1 re del bianco · f1 alfiere del bianco · g1 cavallo del bianco · h1 torre del bianco | a8 torre del nero · c8 alfiere del nero · d8 donna del nero · e8 re del nero · f8 alfiere del nero · g8 cavallo del nero · h8 torre del nero · a7 pedone del nero · b7 pedone del nero · d7 cavallo del nero · e7 pedone del nero · f7 pedone del nero · g7 pedone del nero · h7 pedone del nero · c6 pedone del nero · g5 cavallo del bianco · d4 pedone del bianco · a2 pedone del bianco · b2 pedone del bianco · c2 pedone del bianco · f2 pedone del bianco · g2 pedone del bianco · h2 pedone del bianco · a1 torre del bianco · c1 alfiere del bianco · d1 donna del bianco · e1 re del bianco · f1 alfiere del bianco · g1 cavallo del bianco · h1 torre del bianco | a8 torre del nero · c8 alfiere del nero · d8 donna del nero · e8 re del nero · f8 alfiere del nero · g8 cavallo del nero · h8 torre del nero · a7 pedone del nero · b7 pedone del nero · d7 cavallo del nero · e7 pedone del nero · f7 pedone del nero · g7 pedone del nero · h7 pedone del nero · c6 pedone del nero · g5 cavallo del bianco · d4 pedone del bianco · a2 pedone del bianco · b2 pedone del bianco · c2 pedone del bianco · f2 pedone del bianco · g2 pedone del bianco · h2 pedone del bianco · a1 torre del bianco · c1 alfiere del bianco · d1 donna del bianco · e1 re del bianco · f1 alfiere del bianco · g1 cavallo del bianco · h1 torre del bianco | a8 torre del nero · c8 alfiere del nero · d8 donna del nero · e8 re del nero · f8 alfiere del nero · g8 cavallo del nero · h8 torre del nero · a7 pedone del nero · b7 pedone del nero · d7 cavallo del nero · e7 pedone del nero · f7 pedone del nero · g7 pedone del nero · h7 pedone del nero · c6 pedone del nero · g5 cavallo del bianco · d4 pedone del bianco · a2 pedone del bianco · b2 pedone del bianco · c2 pedone del bianco · f2 pedone del bianco · g2 pedone del bianco · h2 pedone del bianco · a1 torre del bianco · c1 alfiere del bianco · d1 donna del bianco · e1 re del bianco · f1 alfiere del bianco · g1 cavallo del bianco · h1 torre del bianco | a8 torre del nero · c8 alfiere del nero · d8 donna del nero · e8 re del nero · f8 alfiere del nero · g8 cavallo del nero · h8 torre del nero · a7 pedone del nero · b7 pedone del nero · d7 cavallo del nero · e7 pedone del nero · f7 pedone del nero · g7 pedone del nero · h7 pedone del nero · c6 pedone del nero · g5 cavallo del bianco · d4 pedone del bianco · a2 pedone del bianco · b2 pedone del bianco · c2 pedone del bianco · f2 pedone del bianco · g2 pedone del bianco · h2 pedone del bianco · a1 torre del bianco · c1 alfiere del bianco · d1 donna del bianco · e1 re del bianco · f1 alfiere del bianco · g1 cavallo del bianco · h1 torre del bianco | 3 |
| 2 | a8 torre del nero · c8 alfiere del nero · d8 donna del nero · e8 re del nero · f8 alfiere del nero · g8 cavallo del nero · h8 torre del nero · a7 pedone del nero · b7 pedone del nero · d7 cavallo del nero · e7 pedone del nero · f7 pedone del nero · g7 pedone del nero · h7 pedone del nero · c6 pedone del nero · g5 cavallo del bianco · d4 pedone del bianco · a2 pedone del bianco · b2 pedone del bianco · c2 pedone del bianco · f2 pedone del bianco · g2 pedone del bianco · h2 pedone del bianco · a1 torre del bianco · c1 alfiere del bianco · d1 donna del bianco · e1 re del bianco · f1 alfiere del bianco · g1 cavallo del bianco · h1 torre del bianco | a8 torre del nero · c8 alfiere del nero · d8 donna del nero · e8 re del nero · f8 alfiere del nero · g8 cavallo del nero · h8 torre del nero · a7 pedone del nero · b7 pedone del nero · d7 cavallo del nero · e7 pedone del nero · f7 pedone del nero · g7 pedone del nero · h7 pedone del nero · c6 pedone del nero · g5 cavallo del bianco · d4 pedone del bianco · a2 pedone del bianco · b2 pedone del bianco · c2 pedone del bianco · f2 pedone del bianco · g2 pedone del bianco · h2 pedone del bianco · a1 torre del bianco · c1 alfiere del bianco · d1 donna del bianco · e1 re del bianco · f1 alfiere del bianco · g1 cavallo del bianco · h1 torre del bianco | a8 torre del nero · c8 alfiere del nero · d8 donna del nero · e8 re del nero · f8 alfiere del nero · g8 cavallo del nero · h8 torre del nero · a7 pedone del nero · b7 pedone del nero · d7 cavallo del nero · e7 pedone del nero · f7 pedone del nero · g7 pedone del nero · h7 pedone del nero · c6 pedone del nero · g5 cavallo del bianco · d4 pedone del bianco · a2 pedone del bianco · b2 pedone del bianco · c2 pedone del bianco · f2 pedone del bianco · g2 pedone del bianco · h2 pedone del bianco · a1 torre del bianco · c1 alfiere del bianco · d1 donna del bianco · e1 re del bianco · f1 alfiere del bianco · g1 cavallo del bianco · h1 torre del bianco | a8 torre del nero · c8 alfiere del nero · d8 donna del nero · e8 re del nero · f8 alfiere del nero · g8 cavallo del nero · h8 torre del nero · a7 pedone del nero · b7 pedone del nero · d7 cavallo del nero · e7 pedone del nero · f7 pedone del nero · g7 pedone del nero · h7 pedone del nero · c6 pedone del nero · g5 cavallo del bianco · d4 pedone del bianco · a2 pedone del bianco · b2 pedone del bianco · c2 pedone del bianco · f2 pedone del bianco · g2 pedone del bianco · h2 pedone del bianco · a1 torre del bianco · c1 alfiere del bianco · d1 donna del bianco · e1 re del bianco · f1 alfiere del bianco · g1 cavallo del bianco · h1 torre del bianco | a8 torre del nero · c8 alfiere del nero · d8 donna del nero · e8 re del nero · f8 alfiere del nero · g8 cavallo del nero · h8 torre del nero · a7 pedone del nero · b7 pedone del nero · d7 cavallo del nero · e7 pedone del nero · f7 pedone del nero · g7 pedone del nero · h7 pedone del nero · c6 pedone del nero · g5 cavallo del bianco · d4 pedone del bianco · a2 pedone del bianco · b2 pedone del bianco · c2 pedone del bianco · f2 pedone del bianco · g2 pedone del bianco · h2 pedone del bianco · a1 torre del bianco · c1 alfiere del bianco · d1 donna del bianco · e1 re del bianco · f1 alfiere del bianco · g1 cavallo del bianco · h1 torre del bianco | a8 torre del nero · c8 alfiere del nero · d8 donna del nero · e8 re del nero · f8 alfiere del nero · g8 cavallo del nero · h8 torre del nero · a7 pedone del nero · b7 pedone del nero · d7 cavallo del nero · e7 pedone del nero · f7 pedone del nero · g7 pedone del nero · h7 pedone del nero · c6 pedone del nero · g5 cavallo del bianco · d4 pedone del bianco · a2 pedone del bianco · b2 pedone del bianco · c2 pedone del bianco · f2 pedone del bianco · g2 pedone del bianco · h2 pedone del bianco · a1 torre del bianco · c1 alfiere del bianco · d1 donna del bianco · e1 re del bianco · f1 alfiere del bianco · g1 cavallo del bianco · h1 torre del bianco | a8 torre del nero · c8 alfiere del nero · d8 donna del nero · e8 re del nero · f8 alfiere del nero · g8 cavallo del nero · h8 torre del nero · a7 pedone del nero · b7 pedone del nero · d7 cavallo del nero · e7 pedone del nero · f7 pedone del nero · g7 pedone del nero · h7 pedone del nero · c6 pedone del nero · g5 cavallo del bianco · d4 pedone del bianco · a2 pedone del bianco · b2 pedone del bianco · c2 pedone del bianco · f2 pedone del bianco · g2 pedone del bianco · h2 pedone del bianco · a1 torre del bianco · c1 alfiere del bianco · d1 donna del bianco · e1 re del bianco · f1 alfiere del bianco · g1 cavallo del bianco · h1 torre del bianco | a8 torre del nero · c8 alfiere del nero · d8 donna del nero · e8 re del nero · f8 alfiere del nero · g8 cavallo del nero · h8 torre del nero · a7 pedone del nero · b7 pedone del nero · d7 cavallo del nero · e7 pedone del nero · f7 pedone del nero · g7 pedone del nero · h7 pedone del nero · c6 pedone del nero · g5 cavallo del bianco · d4 pedone del bianco · a2 pedone del bianco · b2 pedone del bianco · c2 pedone del bianco · f2 pedone del bianco · g2 pedone del bianco · h2 pedone del bianco · a1 torre del bianco · c1 alfiere del bianco · d1 donna del bianco · e1 re del bianco · f1 alfiere del bianco · g1 cavallo del bianco · h1 torre del bianco | 2 |
| 1 | a8 torre del nero · c8 alfiere del nero · d8 donna del nero · e8 re del nero · f8 alfiere del nero · g8 cavallo del nero · h8 torre del nero · a7 pedone del nero · b7 pedone del nero · d7 cavallo del nero · e7 pedone del nero · f7 pedone del nero · g7 pedone del nero · h7 pedone del nero · c6 pedone del nero · g5 cavallo del bianco · d4 pedone del bianco · a2 pedone del bianco · b2 pedone del bianco · c2 pedone del bianco · f2 pedone del bianco · g2 pedone del bianco · h2 pedone del bianco · a1 torre del bianco · c1 alfiere del bianco · d1 donna del bianco · e1 re del bianco · f1 alfiere del bianco · g1 cavallo del bianco · h1 torre del bianco | a8 torre del nero · c8 alfiere del nero · d8 donna del nero · e8 re del nero · f8 alfiere del nero · g8 cavallo del nero · h8 torre del nero · a7 pedone del nero · b7 pedone del nero · d7 cavallo del nero · e7 pedone del nero · f7 pedone del nero · g7 pedone del nero · h7 pedone del nero · c6 pedone del nero · g5 cavallo del bianco · d4 pedone del bianco · a2 pedone del bianco · b2 pedone del bianco · c2 pedone del bianco · f2 pedone del bianco · g2 pedone del bianco · h2 pedone del bianco · a1 torre del bianco · c1 alfiere del bianco · d1 donna del bianco · e1 re del bianco · f1 alfiere del bianco · g1 cavallo del bianco · h1 torre del bianco | a8 torre del nero · c8 alfiere del nero · d8 donna del nero · e8 re del nero · f8 alfiere del nero · g8 cavallo del nero · h8 torre del nero · a7 pedone del nero · b7 pedone del nero · d7 cavallo del nero · e7 pedone del nero · f7 pedone del nero · g7 pedone del nero · h7 pedone del nero · c6 pedone del nero · g5 cavallo del bianco · d4 pedone del bianco · a2 pedone del bianco · b2 pedone del bianco · c2 pedone del bianco · f2 pedone del bianco · g2 pedone del bianco · h2 pedone del bianco · a1 torre del bianco · c1 alfiere del bianco · d1 donna del bianco · e1 re del bianco · f1 alfiere del bianco · g1 cavallo del bianco · h1 torre del bianco | a8 torre del nero · c8 alfiere del nero · d8 donna del nero · e8 re del nero · f8 alfiere del nero · g8 cavallo del nero · h8 torre del nero · a7 pedone del nero · b7 pedone del nero · d7 cavallo del nero · e7 pedone del nero · f7 pedone del nero · g7 pedone del nero · h7 pedone del nero · c6 pedone del nero · g5 cavallo del bianco · d4 pedone del bianco · a2 pedone del bianco · b2 pedone del bianco · c2 pedone del bianco · f2 pedone del bianco · g2 pedone del bianco · h2 pedone del bianco · a1 torre del bianco · c1 alfiere del bianco · d1 donna del bianco · e1 re del bianco · f1 alfiere del bianco · g1 cavallo del bianco · h1 torre del bianco | a8 torre del nero · c8 alfiere del nero · d8 donna del nero · e8 re del nero · f8 alfiere del nero · g8 cavallo del nero · h8 torre del nero · a7 pedone del nero · b7 pedone del nero · d7 cavallo del nero · e7 pedone del nero · f7 pedone del nero · g7 pedone del nero · h7 pedone del nero · c6 pedone del nero · g5 cavallo del bianco · d4 pedone del bianco · a2 pedone del bianco · b2 pedone del bianco · c2 pedone del bianco · f2 pedone del bianco · g2 pedone del bianco · h2 pedone del bianco · a1 torre del bianco · c1 alfiere del bianco · d1 donna del bianco · e1 re del bianco · f1 alfiere del bianco · g1 cavallo del bianco · h1 torre del bianco | a8 torre del nero · c8 alfiere del nero · d8 donna del nero · e8 re del nero · f8 alfiere del nero · g8 cavallo del nero · h8 torre del nero · a7 pedone del nero · b7 pedone del nero · d7 cavallo del nero · e7 pedone del nero · f7 pedone del nero · g7 pedone del nero · h7 pedone del nero · c6 pedone del nero · g5 cavallo del bianco · d4 pedone del bianco · a2 pedone del bianco · b2 pedone del bianco · c2 pedone del bianco · f2 pedone del bianco · g2 pedone del bianco · h2 pedone del bianco · a1 torre del bianco · c1 alfiere del bianco · d1 donna del bianco · e1 re del bianco · f1 alfiere del bianco · g1 cavallo del bianco · h1 torre del bianco | a8 torre del nero · c8 alfiere del nero · d8 donna del nero · e8 re del nero · f8 alfiere del nero · g8 cavallo del nero · h8 torre del nero · a7 pedone del nero · b7 pedone del nero · d7 cavallo del nero · e7 pedone del nero · f7 pedone del nero · g7 pedone del nero · h7 pedone del nero · c6 pedone del nero · g5 cavallo del bianco · d4 pedone del bianco · a2 pedone del bianco · b2 pedone del bianco · c2 pedone del bianco · f2 pedone del bianco · g2 pedone del bianco · h2 pedone del bianco · a1 torre del bianco · c1 alfiere del bianco · d1 donna del bianco · e1 re del bianco · f1 alfiere del bianco · g1 cavallo del bianco · h1 torre del bianco | a8 torre del nero · c8 alfiere del nero · d8 donna del nero · e8 re del nero · f8 alfiere del nero · g8 cavallo del nero · h8 torre del nero · a7 pedone del nero · b7 pedone del nero · d7 cavallo del nero · e7 pedone del nero · f7 pedone del nero · g7 pedone del nero · h7 pedone del nero · c6 pedone del nero · g5 cavallo del bianco · d4 pedone del bianco · a2 pedone del bianco · b2 pedone del bianco · c2 pedone del bianco · f2 pedone del bianco · g2 pedone del bianco · h2 pedone del bianco · a1 torre del bianco · c1 alfiere del bianco · d1 donna del bianco · e1 re del bianco · f1 alfiere del bianco · g1 cavallo del bianco · h1 torre del bianco | 1 |
|   | a | b | c | d | e | f | g | h |   |

IBM Deep Blue - Garri Kasparov (Difesa Caro-Kann, B17)
1.e4 c6
Piuttosto atipicamente Kasparov gioca la solida difesa Caro-Kann. Nelle ultime partite contro i computer aveva optato per 1…e5 o 1…c5, l'affilata difesa siciliana, sua scelta solita contro avversari umani.
2.d4 d5 3.Cc3 dxe4 4.Cxe4 Cd7 5.Cg5
Questa innovazione relativamente recente rompe con uno dei classici principi delle aperture: "Non muovere lo stesso pezzo due volte". Mette però pressione sul punto debole f7. Kasparov stesso aveva giocato questa mossa almeno tre volte in precedenza col Bianco.
5…Cgf6
Non 5…h6? per 6.Ce6! fxe6?? 7.Dh5+ g6 8.Dxg6#
6.Ad3 e6 7.C1f3 h6??
|   | a | b | c | d | e | f | g | h |   |
| 8 | a8 torre del nero · c8 alfiere del nero · d8 donna del nero · e8 re del nero · f8 alfiere del nero · h8 torre del nero · a7 pedone del nero · b7 pedone del nero · d7 cavallo del nero · f7 pedone del nero · g7 pedone del nero · c6 pedone del nero · e6 pedone del nero · f6 cavallo del nero · h6 pedone del nero · g5 cavallo del bianco · d4 pedone del bianco · d3 alfiere del bianco · f3 cavallo del bianco · a2 pedone del bianco · b2 pedone del bianco · c2 pedone del bianco · f2 pedone del bianco · g2 pedone del bianco · h2 pedone del bianco · a1 torre del bianco · c1 alfiere del bianco · d1 donna del bianco · e1 re del bianco · h1 torre del bianco | a8 torre del nero · c8 alfiere del nero · d8 donna del nero · e8 re del nero · f8 alfiere del nero · h8 torre del nero · a7 pedone del nero · b7 pedone del nero · d7 cavallo del nero · f7 pedone del nero · g7 pedone del nero · c6 pedone del nero · e6 pedone del nero · f6 cavallo del nero · h6 pedone del nero · g5 cavallo del bianco · d4 pedone del bianco · d3 alfiere del bianco · f3 cavallo del bianco · a2 pedone del bianco · b2 pedone del bianco · c2 pedone del bianco · f2 pedone del bianco · g2 pedone del bianco · h2 pedone del bianco · a1 torre del bianco · c1 alfiere del bianco · d1 donna del bianco · e1 re del bianco · h1 torre del bianco | a8 torre del nero · c8 alfiere del nero · d8 donna del nero · e8 re del nero · f8 alfiere del nero · h8 torre del nero · a7 pedone del nero · b7 pedone del nero · d7 cavallo del nero · f7 pedone del nero · g7 pedone del nero · c6 pedone del nero · e6 pedone del nero · f6 cavallo del nero · h6 pedone del nero · g5 cavallo del bianco · d4 pedone del bianco · d3 alfiere del bianco · f3 cavallo del bianco · a2 pedone del bianco · b2 pedone del bianco · c2 pedone del bianco · f2 pedone del bianco · g2 pedone del bianco · h2 pedone del bianco · a1 torre del bianco · c1 alfiere del bianco · d1 donna del bianco · e1 re del bianco · h1 torre del bianco | a8 torre del nero · c8 alfiere del nero · d8 donna del nero · e8 re del nero · f8 alfiere del nero · h8 torre del nero · a7 pedone del nero · b7 pedone del nero · d7 cavallo del nero · f7 pedone del nero · g7 pedone del nero · c6 pedone del nero · e6 pedone del nero · f6 cavallo del nero · h6 pedone del nero · g5 cavallo del bianco · d4 pedone del bianco · d3 alfiere del bianco · f3 cavallo del bianco · a2 pedone del bianco · b2 pedone del bianco · c2 pedone del bianco · f2 pedone del bianco · g2 pedone del bianco · h2 pedone del bianco · a1 torre del bianco · c1 alfiere del bianco · d1 donna del bianco · e1 re del bianco · h1 torre del bianco | a8 torre del nero · c8 alfiere del nero · d8 donna del nero · e8 re del nero · f8 alfiere del nero · h8 torre del nero · a7 pedone del nero · b7 pedone del nero · d7 cavallo del nero · f7 pedone del nero · g7 pedone del nero · c6 pedone del nero · e6 pedone del nero · f6 cavallo del nero · h6 pedone del nero · g5 cavallo del bianco · d4 pedone del bianco · d3 alfiere del bianco · f3 cavallo del bianco · a2 pedone del bianco · b2 pedone del bianco · c2 pedone del bianco · f2 pedone del bianco · g2 pedone del bianco · h2 pedone del bianco · a1 torre del bianco · c1 alfiere del bianco · d1 donna del bianco · e1 re del bianco · h1 torre del bianco | a8 torre del nero · c8 alfiere del nero · d8 donna del nero · e8 re del nero · f8 alfiere del nero · h8 torre del nero · a7 pedone del nero · b7 pedone del nero · d7 cavallo del nero · f7 pedone del nero · g7 pedone del nero · c6 pedone del nero · e6 pedone del nero · f6 cavallo del nero · h6 pedone del nero · g5 cavallo del bianco · d4 pedone del bianco · d3 alfiere del bianco · f3 cavallo del bianco · a2 pedone del bianco · b2 pedone del bianco · c2 pedone del bianco · f2 pedone del bianco · g2 pedone del bianco · h2 pedone del bianco · a1 torre del bianco · c1 alfiere del bianco · d1 donna del bianco · e1 re del bianco · h1 torre del bianco | a8 torre del nero · c8 alfiere del nero · d8 donna del nero · e8 re del nero · f8 alfiere del nero · h8 torre del nero · a7 pedone del nero · b7 pedone del nero · d7 cavallo del nero · f7 pedone del nero · g7 pedone del nero · c6 pedone del nero · e6 pedone del nero · f6 cavallo del nero · h6 pedone del nero · g5 cavallo del bianco · d4 pedone del bianco · d3 alfiere del bianco · f3 cavallo del bianco · a2 pedone del bianco · b2 pedone del bianco · c2 pedone del bianco · f2 pedone del bianco · g2 pedone del bianco · h2 pedone del bianco · a1 torre del bianco · c1 alfiere del bianco · d1 donna del bianco · e1 re del bianco · h1 torre del bianco | a8 torre del nero · c8 alfiere del nero · d8 donna del nero · e8 re del nero · f8 alfiere del nero · h8 torre del nero · a7 pedone del nero · b7 pedone del nero · d7 cavallo del nero · f7 pedone del nero · g7 pedone del nero · c6 pedone del nero · e6 pedone del nero · f6 cavallo del nero · h6 pedone del nero · g5 cavallo del bianco · d4 pedone del bianco · d3 alfiere del bianco · f3 cavallo del bianco · a2 pedone del bianco · b2 pedone del bianco · c2 pedone del bianco · f2 pedone del bianco · g2 pedone del bianco · h2 pedone del bianco · a1 torre del bianco · c1 alfiere del bianco · d1 donna del bianco · e1 re del bianco · h1 torre del bianco | 8 |
| 7 | a8 torre del nero · c8 alfiere del nero · d8 donna del nero · e8 re del nero · f8 alfiere del nero · h8 torre del nero · a7 pedone del nero · b7 pedone del nero · d7 cavallo del nero · f7 pedone del nero · g7 pedone del nero · c6 pedone del nero · e6 pedone del nero · f6 cavallo del nero · h6 pedone del nero · g5 cavallo del bianco · d4 pedone del bianco · d3 alfiere del bianco · f3 cavallo del bianco · a2 pedone del bianco · b2 pedone del bianco · c2 pedone del bianco · f2 pedone del bianco · g2 pedone del bianco · h2 pedone del bianco · a1 torre del bianco · c1 alfiere del bianco · d1 donna del bianco · e1 re del bianco · h1 torre del bianco | a8 torre del nero · c8 alfiere del nero · d8 donna del nero · e8 re del nero · f8 alfiere del nero · h8 torre del nero · a7 pedone del nero · b7 pedone del nero · d7 cavallo del nero · f7 pedone del nero · g7 pedone del nero · c6 pedone del nero · e6 pedone del nero · f6 cavallo del nero · h6 pedone del nero · g5 cavallo del bianco · d4 pedone del bianco · d3 alfiere del bianco · f3 cavallo del bianco · a2 pedone del bianco · b2 pedone del bianco · c2 pedone del bianco · f2 pedone del bianco · g2 pedone del bianco · h2 pedone del bianco · a1 torre del bianco · c1 alfiere del bianco · d1 donna del bianco · e1 re del bianco · h1 torre del bianco | a8 torre del nero · c8 alfiere del nero · d8 donna del nero · e8 re del nero · f8 alfiere del nero · h8 torre del nero · a7 pedone del nero · b7 pedone del nero · d7 cavallo del nero · f7 pedone del nero · g7 pedone del nero · c6 pedone del nero · e6 pedone del nero · f6 cavallo del nero · h6 pedone del nero · g5 cavallo del bianco · d4 pedone del bianco · d3 alfiere del bianco · f3 cavallo del bianco · a2 pedone del bianco · b2 pedone del bianco · c2 pedone del bianco · f2 pedone del bianco · g2 pedone del bianco · h2 pedone del bianco · a1 torre del bianco · c1 alfiere del bianco · d1 donna del bianco · e1 re del bianco · h1 torre del bianco | a8 torre del nero · c8 alfiere del nero · d8 donna del nero · e8 re del nero · f8 alfiere del nero · h8 torre del nero · a7 pedone del nero · b7 pedone del nero · d7 cavallo del nero · f7 pedone del nero · g7 pedone del nero · c6 pedone del nero · e6 pedone del nero · f6 cavallo del nero · h6 pedone del nero · g5 cavallo del bianco · d4 pedone del bianco · d3 alfiere del bianco · f3 cavallo del bianco · a2 pedone del bianco · b2 pedone del bianco · c2 pedone del bianco · f2 pedone del bianco · g2 pedone del bianco · h2 pedone del bianco · a1 torre del bianco · c1 alfiere del bianco · d1 donna del bianco · e1 re del bianco · h1 torre del bianco | a8 torre del nero · c8 alfiere del nero · d8 donna del nero · e8 re del nero · f8 alfiere del nero · h8 torre del nero · a7 pedone del nero · b7 pedone del nero · d7 cavallo del nero · f7 pedone del nero · g7 pedone del nero · c6 pedone del nero · e6 pedone del nero · f6 cavallo del nero · h6 pedone del nero · g5 cavallo del bianco · d4 pedone del bianco · d3 alfiere del bianco · f3 cavallo del bianco · a2 pedone del bianco · b2 pedone del bianco · c2 pedone del bianco · f2 pedone del bianco · g2 pedone del bianco · h2 pedone del bianco · a1 torre del bianco · c1 alfiere del bianco · d1 donna del bianco · e1 re del bianco · h1 torre del bianco | a8 torre del nero · c8 alfiere del nero · d8 donna del nero · e8 re del nero · f8 alfiere del nero · h8 torre del nero · a7 pedone del nero · b7 pedone del nero · d7 cavallo del nero · f7 pedone del nero · g7 pedone del nero · c6 pedone del nero · e6 pedone del nero · f6 cavallo del nero · h6 pedone del nero · g5 cavallo del bianco · d4 pedone del bianco · d3 alfiere del bianco · f3 cavallo del bianco · a2 pedone del bianco · b2 pedone del bianco · c2 pedone del bianco · f2 pedone del bianco · g2 pedone del bianco · h2 pedone del bianco · a1 torre del bianco · c1 alfiere del bianco · d1 donna del bianco · e1 re del bianco · h1 torre del bianco | a8 torre del nero · c8 alfiere del nero · d8 donna del nero · e8 re del nero · f8 alfiere del nero · h8 torre del nero · a7 pedone del nero · b7 pedone del nero · d7 cavallo del nero · f7 pedone del nero · g7 pedone del nero · c6 pedone del nero · e6 pedone del nero · f6 cavallo del nero · h6 pedone del nero · g5 cavallo del bianco · d4 pedone del bianco · d3 alfiere del bianco · f3 cavallo del bianco · a2 pedone del bianco · b2 pedone del bianco · c2 pedone del bianco · f2 pedone del bianco · g2 pedone del bianco · h2 pedone del bianco · a1 torre del bianco · c1 alfiere del bianco · d1 donna del bianco · e1 re del bianco · h1 torre del bianco | a8 torre del nero · c8 alfiere del nero · d8 donna del nero · e8 re del nero · f8 alfiere del nero · h8 torre del nero · a7 pedone del nero · b7 pedone del nero · d7 cavallo del nero · f7 pedone del nero · g7 pedone del nero · c6 pedone del nero · e6 pedone del nero · f6 cavallo del nero · h6 pedone del nero · g5 cavallo del bianco · d4 pedone del bianco · d3 alfiere del bianco · f3 cavallo del bianco · a2 pedone del bianco · b2 pedone del bianco · c2 pedone del bianco · f2 pedone del bianco · g2 pedone del bianco · h2 pedone del bianco · a1 torre del bianco · c1 alfiere del bianco · d1 donna del bianco · e1 re del bianco · h1 torre del bianco | 7 |
| 6 | a8 torre del nero · c8 alfiere del nero · d8 donna del nero · e8 re del nero · f8 alfiere del nero · h8 torre del nero · a7 pedone del nero · b7 pedone del nero · d7 cavallo del nero · f7 pedone del nero · g7 pedone del nero · c6 pedone del nero · e6 pedone del nero · f6 cavallo del nero · h6 pedone del nero · g5 cavallo del bianco · d4 pedone del bianco · d3 alfiere del bianco · f3 cavallo del bianco · a2 pedone del bianco · b2 pedone del bianco · c2 pedone del bianco · f2 pedone del bianco · g2 pedone del bianco · h2 pedone del bianco · a1 torre del bianco · c1 alfiere del bianco · d1 donna del bianco · e1 re del bianco · h1 torre del bianco | a8 torre del nero · c8 alfiere del nero · d8 donna del nero · e8 re del nero · f8 alfiere del nero · h8 torre del nero · a7 pedone del nero · b7 pedone del nero · d7 cavallo del nero · f7 pedone del nero · g7 pedone del nero · c6 pedone del nero · e6 pedone del nero · f6 cavallo del nero · h6 pedone del nero · g5 cavallo del bianco · d4 pedone del bianco · d3 alfiere del bianco · f3 cavallo del bianco · a2 pedone del bianco · b2 pedone del bianco · c2 pedone del bianco · f2 pedone del bianco · g2 pedone del bianco · h2 pedone del bianco · a1 torre del bianco · c1 alfiere del bianco · d1 donna del bianco · e1 re del bianco · h1 torre del bianco | a8 torre del nero · c8 alfiere del nero · d8 donna del nero · e8 re del nero · f8 alfiere del nero · h8 torre del nero · a7 pedone del nero · b7 pedone del nero · d7 cavallo del nero · f7 pedone del nero · g7 pedone del nero · c6 pedone del nero · e6 pedone del nero · f6 cavallo del nero · h6 pedone del nero · g5 cavallo del bianco · d4 pedone del bianco · d3 alfiere del bianco · f3 cavallo del bianco · a2 pedone del bianco · b2 pedone del bianco · c2 pedone del bianco · f2 pedone del bianco · g2 pedone del bianco · h2 pedone del bianco · a1 torre del bianco · c1 alfiere del bianco · d1 donna del bianco · e1 re del bianco · h1 torre del bianco | a8 torre del nero · c8 alfiere del nero · d8 donna del nero · e8 re del nero · f8 alfiere del nero · h8 torre del nero · a7 pedone del nero · b7 pedone del nero · d7 cavallo del nero · f7 pedone del nero · g7 pedone del nero · c6 pedone del nero · e6 pedone del nero · f6 cavallo del nero · h6 pedone del nero · g5 cavallo del bianco · d4 pedone del bianco · d3 alfiere del bianco · f3 cavallo del bianco · a2 pedone del bianco · b2 pedone del bianco · c2 pedone del bianco · f2 pedone del bianco · g2 pedone del bianco · h2 pedone del bianco · a1 torre del bianco · c1 alfiere del bianco · d1 donna del bianco · e1 re del bianco · h1 torre del bianco | a8 torre del nero · c8 alfiere del nero · d8 donna del nero · e8 re del nero · f8 alfiere del nero · h8 torre del nero · a7 pedone del nero · b7 pedone del nero · d7 cavallo del nero · f7 pedone del nero · g7 pedone del nero · c6 pedone del nero · e6 pedone del nero · f6 cavallo del nero · h6 pedone del nero · g5 cavallo del bianco · d4 pedone del bianco · d3 alfiere del bianco · f3 cavallo del bianco · a2 pedone del bianco · b2 pedone del bianco · c2 pedone del bianco · f2 pedone del bianco · g2 pedone del bianco · h2 pedone del bianco · a1 torre del bianco · c1 alfiere del bianco · d1 donna del bianco · e1 re del bianco · h1 torre del bianco | a8 torre del nero · c8 alfiere del nero · d8 donna del nero · e8 re del nero · f8 alfiere del nero · h8 torre del nero · a7 pedone del nero · b7 pedone del nero · d7 cavallo del nero · f7 pedone del nero · g7 pedone del nero · c6 pedone del nero · e6 pedone del nero · f6 cavallo del nero · h6 pedone del nero · g5 cavallo del bianco · d4 pedone del bianco · d3 alfiere del bianco · f3 cavallo del bianco · a2 pedone del bianco · b2 pedone del bianco · c2 pedone del bianco · f2 pedone del bianco · g2 pedone del bianco · h2 pedone del bianco · a1 torre del bianco · c1 alfiere del bianco · d1 donna del bianco · e1 re del bianco · h1 torre del bianco | a8 torre del nero · c8 alfiere del nero · d8 donna del nero · e8 re del nero · f8 alfiere del nero · h8 torre del nero · a7 pedone del nero · b7 pedone del nero · d7 cavallo del nero · f7 pedone del nero · g7 pedone del nero · c6 pedone del nero · e6 pedone del nero · f6 cavallo del nero · h6 pedone del nero · g5 cavallo del bianco · d4 pedone del bianco · d3 alfiere del bianco · f3 cavallo del bianco · a2 pedone del bianco · b2 pedone del bianco · c2 pedone del bianco · f2 pedone del bianco · g2 pedone del bianco · h2 pedone del bianco · a1 torre del bianco · c1 alfiere del bianco · d1 donna del bianco · e1 re del bianco · h1 torre del bianco | a8 torre del nero · c8 alfiere del nero · d8 donna del nero · e8 re del nero · f8 alfiere del nero · h8 torre del nero · a7 pedone del nero · b7 pedone del nero · d7 cavallo del nero · f7 pedone del nero · g7 pedone del nero · c6 pedone del nero · e6 pedone del nero · f6 cavallo del nero · h6 pedone del nero · g5 cavallo del bianco · d4 pedone del bianco · d3 alfiere del bianco · f3 cavallo del bianco · a2 pedone del bianco · b2 pedone del bianco · c2 pedone del bianco · f2 pedone del bianco · g2 pedone del bianco · h2 pedone del bianco · a1 torre del bianco · c1 alfiere del bianco · d1 donna del bianco · e1 re del bianco · h1 torre del bianco | 6 |
| 5 | a8 torre del nero · c8 alfiere del nero · d8 donna del nero · e8 re del nero · f8 alfiere del nero · h8 torre del nero · a7 pedone del nero · b7 pedone del nero · d7 cavallo del nero · f7 pedone del nero · g7 pedone del nero · c6 pedone del nero · e6 pedone del nero · f6 cavallo del nero · h6 pedone del nero · g5 cavallo del bianco · d4 pedone del bianco · d3 alfiere del bianco · f3 cavallo del bianco · a2 pedone del bianco · b2 pedone del bianco · c2 pedone del bianco · f2 pedone del bianco · g2 pedone del bianco · h2 pedone del bianco · a1 torre del bianco · c1 alfiere del bianco · d1 donna del bianco · e1 re del bianco · h1 torre del bianco | a8 torre del nero · c8 alfiere del nero · d8 donna del nero · e8 re del nero · f8 alfiere del nero · h8 torre del nero · a7 pedone del nero · b7 pedone del nero · d7 cavallo del nero · f7 pedone del nero · g7 pedone del nero · c6 pedone del nero · e6 pedone del nero · f6 cavallo del nero · h6 pedone del nero · g5 cavallo del bianco · d4 pedone del bianco · d3 alfiere del bianco · f3 cavallo del bianco · a2 pedone del bianco · b2 pedone del bianco · c2 pedone del bianco · f2 pedone del bianco · g2 pedone del bianco · h2 pedone del bianco · a1 torre del bianco · c1 alfiere del bianco · d1 donna del bianco · e1 re del bianco · h1 torre del bianco | a8 torre del nero · c8 alfiere del nero · d8 donna del nero · e8 re del nero · f8 alfiere del nero · h8 torre del nero · a7 pedone del nero · b7 pedone del nero · d7 cavallo del nero · f7 pedone del nero · g7 pedone del nero · c6 pedone del nero · e6 pedone del nero · f6 cavallo del nero · h6 pedone del nero · g5 cavallo del bianco · d4 pedone del bianco · d3 alfiere del bianco · f3 cavallo del bianco · a2 pedone del bianco · b2 pedone del bianco · c2 pedone del bianco · f2 pedone del bianco · g2 pedone del bianco · h2 pedone del bianco · a1 torre del bianco · c1 alfiere del bianco · d1 donna del bianco · e1 re del bianco · h1 torre del bianco | a8 torre del nero · c8 alfiere del nero · d8 donna del nero · e8 re del nero · f8 alfiere del nero · h8 torre del nero · a7 pedone del nero · b7 pedone del nero · d7 cavallo del nero · f7 pedone del nero · g7 pedone del nero · c6 pedone del nero · e6 pedone del nero · f6 cavallo del nero · h6 pedone del nero · g5 cavallo del bianco · d4 pedone del bianco · d3 alfiere del bianco · f3 cavallo del bianco · a2 pedone del bianco · b2 pedone del bianco · c2 pedone del bianco · f2 pedone del bianco · g2 pedone del bianco · h2 pedone del bianco · a1 torre del bianco · c1 alfiere del bianco · d1 donna del bianco · e1 re del bianco · h1 torre del bianco | a8 torre del nero · c8 alfiere del nero · d8 donna del nero · e8 re del nero · f8 alfiere del nero · h8 torre del nero · a7 pedone del nero · b7 pedone del nero · d7 cavallo del nero · f7 pedone del nero · g7 pedone del nero · c6 pedone del nero · e6 pedone del nero · f6 cavallo del nero · h6 pedone del nero · g5 cavallo del bianco · d4 pedone del bianco · d3 alfiere del bianco · f3 cavallo del bianco · a2 pedone del bianco · b2 pedone del bianco · c2 pedone del bianco · f2 pedone del bianco · g2 pedone del bianco · h2 pedone del bianco · a1 torre del bianco · c1 alfiere del bianco · d1 donna del bianco · e1 re del bianco · h1 torre del bianco | a8 torre del nero · c8 alfiere del nero · d8 donna del nero · e8 re del nero · f8 alfiere del nero · h8 torre del nero · a7 pedone del nero · b7 pedone del nero · d7 cavallo del nero · f7 pedone del nero · g7 pedone del nero · c6 pedone del nero · e6 pedone del nero · f6 cavallo del nero · h6 pedone del nero · g5 cavallo del bianco · d4 pedone del bianco · d3 alfiere del bianco · f3 cavallo del bianco · a2 pedone del bianco · b2 pedone del bianco · c2 pedone del bianco · f2 pedone del bianco · g2 pedone del bianco · h2 pedone del bianco · a1 torre del bianco · c1 alfiere del bianco · d1 donna del bianco · e1 re del bianco · h1 torre del bianco | a8 torre del nero · c8 alfiere del nero · d8 donna del nero · e8 re del nero · f8 alfiere del nero · h8 torre del nero · a7 pedone del nero · b7 pedone del nero · d7 cavallo del nero · f7 pedone del nero · g7 pedone del nero · c6 pedone del nero · e6 pedone del nero · f6 cavallo del nero · h6 pedone del nero · g5 cavallo del bianco · d4 pedone del bianco · d3 alfiere del bianco · f3 cavallo del bianco · a2 pedone del bianco · b2 pedone del bianco · c2 pedone del bianco · f2 pedone del bianco · g2 pedone del bianco · h2 pedone del bianco · a1 torre del bianco · c1 alfiere del bianco · d1 donna del bianco · e1 re del bianco · h1 torre del bianco | a8 torre del nero · c8 alfiere del nero · d8 donna del nero · e8 re del nero · f8 alfiere del nero · h8 torre del nero · a7 pedone del nero · b7 pedone del nero · d7 cavallo del nero · f7 pedone del nero · g7 pedone del nero · c6 pedone del nero · e6 pedone del nero · f6 cavallo del nero · h6 pedone del nero · g5 cavallo del bianco · d4 pedone del bianco · d3 alfiere del bianco · f3 cavallo del bianco · a2 pedone del bianco · b2 pedone del bianco · c2 pedone del bianco · f2 pedone del bianco · g2 pedone del bianco · h2 pedone del bianco · a1 torre del bianco · c1 alfiere del bianco · d1 donna del bianco · e1 re del bianco · h1 torre del bianco | 5 |
| 4 | a8 torre del nero · c8 alfiere del nero · d8 donna del nero · e8 re del nero · f8 alfiere del nero · h8 torre del nero · a7 pedone del nero · b7 pedone del nero · d7 cavallo del nero · f7 pedone del nero · g7 pedone del nero · c6 pedone del nero · e6 pedone del nero · f6 cavallo del nero · h6 pedone del nero · g5 cavallo del bianco · d4 pedone del bianco · d3 alfiere del bianco · f3 cavallo del bianco · a2 pedone del bianco · b2 pedone del bianco · c2 pedone del bianco · f2 pedone del bianco · g2 pedone del bianco · h2 pedone del bianco · a1 torre del bianco · c1 alfiere del bianco · d1 donna del bianco · e1 re del bianco · h1 torre del bianco | a8 torre del nero · c8 alfiere del nero · d8 donna del nero · e8 re del nero · f8 alfiere del nero · h8 torre del nero · a7 pedone del nero · b7 pedone del nero · d7 cavallo del nero · f7 pedone del nero · g7 pedone del nero · c6 pedone del nero · e6 pedone del nero · f6 cavallo del nero · h6 pedone del nero · g5 cavallo del bianco · d4 pedone del bianco · d3 alfiere del bianco · f3 cavallo del bianco · a2 pedone del bianco · b2 pedone del bianco · c2 pedone del bianco · f2 pedone del bianco · g2 pedone del bianco · h2 pedone del bianco · a1 torre del bianco · c1 alfiere del bianco · d1 donna del bianco · e1 re del bianco · h1 torre del bianco | a8 torre del nero · c8 alfiere del nero · d8 donna del nero · e8 re del nero · f8 alfiere del nero · h8 torre del nero · a7 pedone del nero · b7 pedone del nero · d7 cavallo del nero · f7 pedone del nero · g7 pedone del nero · c6 pedone del nero · e6 pedone del nero · f6 cavallo del nero · h6 pedone del nero · g5 cavallo del bianco · d4 pedone del bianco · d3 alfiere del bianco · f3 cavallo del bianco · a2 pedone del bianco · b2 pedone del bianco · c2 pedone del bianco · f2 pedone del bianco · g2 pedone del bianco · h2 pedone del bianco · a1 torre del bianco · c1 alfiere del bianco · d1 donna del bianco · e1 re del bianco · h1 torre del bianco | a8 torre del nero · c8 alfiere del nero · d8 donna del nero · e8 re del nero · f8 alfiere del nero · h8 torre del nero · a7 pedone del nero · b7 pedone del nero · d7 cavallo del nero · f7 pedone del nero · g7 pedone del nero · c6 pedone del nero · e6 pedone del nero · f6 cavallo del nero · h6 pedone del nero · g5 cavallo del bianco · d4 pedone del bianco · d3 alfiere del bianco · f3 cavallo del bianco · a2 pedone del bianco · b2 pedone del bianco · c2 pedone del bianco · f2 pedone del bianco · g2 pedone del bianco · h2 pedone del bianco · a1 torre del bianco · c1 alfiere del bianco · d1 donna del bianco · e1 re del bianco · h1 torre del bianco | a8 torre del nero · c8 alfiere del nero · d8 donna del nero · e8 re del nero · f8 alfiere del nero · h8 torre del nero · a7 pedone del nero · b7 pedone del nero · d7 cavallo del nero · f7 pedone del nero · g7 pedone del nero · c6 pedone del nero · e6 pedone del nero · f6 cavallo del nero · h6 pedone del nero · g5 cavallo del bianco · d4 pedone del bianco · d3 alfiere del bianco · f3 cavallo del bianco · a2 pedone del bianco · b2 pedone del bianco · c2 pedone del bianco · f2 pedone del bianco · g2 pedone del bianco · h2 pedone del bianco · a1 torre del bianco · c1 alfiere del bianco · d1 donna del bianco · e1 re del bianco · h1 torre del bianco | a8 torre del nero · c8 alfiere del nero · d8 donna del nero · e8 re del nero · f8 alfiere del nero · h8 torre del nero · a7 pedone del nero · b7 pedone del nero · d7 cavallo del nero · f7 pedone del nero · g7 pedone del nero · c6 pedone del nero · e6 pedone del nero · f6 cavallo del nero · h6 pedone del nero · g5 cavallo del bianco · d4 pedone del bianco · d3 alfiere del bianco · f3 cavallo del bianco · a2 pedone del bianco · b2 pedone del bianco · c2 pedone del bianco · f2 pedone del bianco · g2 pedone del bianco · h2 pedone del bianco · a1 torre del bianco · c1 alfiere del bianco · d1 donna del bianco · e1 re del bianco · h1 torre del bianco | a8 torre del nero · c8 alfiere del nero · d8 donna del nero · e8 re del nero · f8 alfiere del nero · h8 torre del nero · a7 pedone del nero · b7 pedone del nero · d7 cavallo del nero · f7 pedone del nero · g7 pedone del nero · c6 pedone del nero · e6 pedone del nero · f6 cavallo del nero · h6 pedone del nero · g5 cavallo del bianco · d4 pedone del bianco · d3 alfiere del bianco · f3 cavallo del bianco · a2 pedone del bianco · b2 pedone del bianco · c2 pedone del bianco · f2 pedone del bianco · g2 pedone del bianco · h2 pedone del bianco · a1 torre del bianco · c1 alfiere del bianco · d1 donna del bianco · e1 re del bianco · h1 torre del bianco | a8 torre del nero · c8 alfiere del nero · d8 donna del nero · e8 re del nero · f8 alfiere del nero · h8 torre del nero · a7 pedone del nero · b7 pedone del nero · d7 cavallo del nero · f7 pedone del nero · g7 pedone del nero · c6 pedone del nero · e6 pedone del nero · f6 cavallo del nero · h6 pedone del nero · g5 cavallo del bianco · d4 pedone del bianco · d3 alfiere del bianco · f3 cavallo del bianco · a2 pedone del bianco · b2 pedone del bianco · c2 pedone del bianco · f2 pedone del bianco · g2 pedone del bianco · h2 pedone del bianco · a1 torre del bianco · c1 alfiere del bianco · d1 donna del bianco · e1 re del bianco · h1 torre del bianco | 4 |
| 3 | a8 torre del nero · c8 alfiere del nero · d8 donna del nero · e8 re del nero · f8 alfiere del nero · h8 torre del nero · a7 pedone del nero · b7 pedone del nero · d7 cavallo del nero · f7 pedone del nero · g7 pedone del nero · c6 pedone del nero · e6 pedone del nero · f6 cavallo del nero · h6 pedone del nero · g5 cavallo del bianco · d4 pedone del bianco · d3 alfiere del bianco · f3 cavallo del bianco · a2 pedone del bianco · b2 pedone del bianco · c2 pedone del bianco · f2 pedone del bianco · g2 pedone del bianco · h2 pedone del bianco · a1 torre del bianco · c1 alfiere del bianco · d1 donna del bianco · e1 re del bianco · h1 torre del bianco | a8 torre del nero · c8 alfiere del nero · d8 donna del nero · e8 re del nero · f8 alfiere del nero · h8 torre del nero · a7 pedone del nero · b7 pedone del nero · d7 cavallo del nero · f7 pedone del nero · g7 pedone del nero · c6 pedone del nero · e6 pedone del nero · f6 cavallo del nero · h6 pedone del nero · g5 cavallo del bianco · d4 pedone del bianco · d3 alfiere del bianco · f3 cavallo del bianco · a2 pedone del bianco · b2 pedone del bianco · c2 pedone del bianco · f2 pedone del bianco · g2 pedone del bianco · h2 pedone del bianco · a1 torre del bianco · c1 alfiere del bianco · d1 donna del bianco · e1 re del bianco · h1 torre del bianco | a8 torre del nero · c8 alfiere del nero · d8 donna del nero · e8 re del nero · f8 alfiere del nero · h8 torre del nero · a7 pedone del nero · b7 pedone del nero · d7 cavallo del nero · f7 pedone del nero · g7 pedone del nero · c6 pedone del nero · e6 pedone del nero · f6 cavallo del nero · h6 pedone del nero · g5 cavallo del bianco · d4 pedone del bianco · d3 alfiere del bianco · f3 cavallo del bianco · a2 pedone del bianco · b2 pedone del bianco · c2 pedone del bianco · f2 pedone del bianco · g2 pedone del bianco · h2 pedone del bianco · a1 torre del bianco · c1 alfiere del bianco · d1 donna del bianco · e1 re del bianco · h1 torre del bianco | a8 torre del nero · c8 alfiere del nero · d8 donna del nero · e8 re del nero · f8 alfiere del nero · h8 torre del nero · a7 pedone del nero · b7 pedone del nero · d7 cavallo del nero · f7 pedone del nero · g7 pedone del nero · c6 pedone del nero · e6 pedone del nero · f6 cavallo del nero · h6 pedone del nero · g5 cavallo del bianco · d4 pedone del bianco · d3 alfiere del bianco · f3 cavallo del bianco · a2 pedone del bianco · b2 pedone del bianco · c2 pedone del bianco · f2 pedone del bianco · g2 pedone del bianco · h2 pedone del bianco · a1 torre del bianco · c1 alfiere del bianco · d1 donna del bianco · e1 re del bianco · h1 torre del bianco | a8 torre del nero · c8 alfiere del nero · d8 donna del nero · e8 re del nero · f8 alfiere del nero · h8 torre del nero · a7 pedone del nero · b7 pedone del nero · d7 cavallo del nero · f7 pedone del nero · g7 pedone del nero · c6 pedone del nero · e6 pedone del nero · f6 cavallo del nero · h6 pedone del nero · g5 cavallo del bianco · d4 pedone del bianco · d3 alfiere del bianco · f3 cavallo del bianco · a2 pedone del bianco · b2 pedone del bianco · c2 pedone del bianco · f2 pedone del bianco · g2 pedone del bianco · h2 pedone del bianco · a1 torre del bianco · c1 alfiere del bianco · d1 donna del bianco · e1 re del bianco · h1 torre del bianco | a8 torre del nero · c8 alfiere del nero · d8 donna del nero · e8 re del nero · f8 alfiere del nero · h8 torre del nero · a7 pedone del nero · b7 pedone del nero · d7 cavallo del nero · f7 pedone del nero · g7 pedone del nero · c6 pedone del nero · e6 pedone del nero · f6 cavallo del nero · h6 pedone del nero · g5 cavallo del bianco · d4 pedone del bianco · d3 alfiere del bianco · f3 cavallo del bianco · a2 pedone del bianco · b2 pedone del bianco · c2 pedone del bianco · f2 pedone del bianco · g2 pedone del bianco · h2 pedone del bianco · a1 torre del bianco · c1 alfiere del bianco · d1 donna del bianco · e1 re del bianco · h1 torre del bianco | a8 torre del nero · c8 alfiere del nero · d8 donna del nero · e8 re del nero · f8 alfiere del nero · h8 torre del nero · a7 pedone del nero · b7 pedone del nero · d7 cavallo del nero · f7 pedone del nero · g7 pedone del nero · c6 pedone del nero · e6 pedone del nero · f6 cavallo del nero · h6 pedone del nero · g5 cavallo del bianco · d4 pedone del bianco · d3 alfiere del bianco · f3 cavallo del bianco · a2 pedone del bianco · b2 pedone del bianco · c2 pedone del bianco · f2 pedone del bianco · g2 pedone del bianco · h2 pedone del bianco · a1 torre del bianco · c1 alfiere del bianco · d1 donna del bianco · e1 re del bianco · h1 torre del bianco | a8 torre del nero · c8 alfiere del nero · d8 donna del nero · e8 re del nero · f8 alfiere del nero · h8 torre del nero · a7 pedone del nero · b7 pedone del nero · d7 cavallo del nero · f7 pedone del nero · g7 pedone del nero · c6 pedone del nero · e6 pedone del nero · f6 cavallo del nero · h6 pedone del nero · g5 cavallo del bianco · d4 pedone del bianco · d3 alfiere del bianco · f3 cavallo del bianco · a2 pedone del bianco · b2 pedone del bianco · c2 pedone del bianco · f2 pedone del bianco · g2 pedone del bianco · h2 pedone del bianco · a1 torre del bianco · c1 alfiere del bianco · d1 donna del bianco · e1 re del bianco · h1 torre del bianco | 3 |
| 2 | a8 torre del nero · c8 alfiere del nero · d8 donna del nero · e8 re del nero · f8 alfiere del nero · h8 torre del nero · a7 pedone del nero · b7 pedone del nero · d7 cavallo del nero · f7 pedone del nero · g7 pedone del nero · c6 pedone del nero · e6 pedone del nero · f6 cavallo del nero · h6 pedone del nero · g5 cavallo del bianco · d4 pedone del bianco · d3 alfiere del bianco · f3 cavallo del bianco · a2 pedone del bianco · b2 pedone del bianco · c2 pedone del bianco · f2 pedone del bianco · g2 pedone del bianco · h2 pedone del bianco · a1 torre del bianco · c1 alfiere del bianco · d1 donna del bianco · e1 re del bianco · h1 torre del bianco | a8 torre del nero · c8 alfiere del nero · d8 donna del nero · e8 re del nero · f8 alfiere del nero · h8 torre del nero · a7 pedone del nero · b7 pedone del nero · d7 cavallo del nero · f7 pedone del nero · g7 pedone del nero · c6 pedone del nero · e6 pedone del nero · f6 cavallo del nero · h6 pedone del nero · g5 cavallo del bianco · d4 pedone del bianco · d3 alfiere del bianco · f3 cavallo del bianco · a2 pedone del bianco · b2 pedone del bianco · c2 pedone del bianco · f2 pedone del bianco · g2 pedone del bianco · h2 pedone del bianco · a1 torre del bianco · c1 alfiere del bianco · d1 donna del bianco · e1 re del bianco · h1 torre del bianco | a8 torre del nero · c8 alfiere del nero · d8 donna del nero · e8 re del nero · f8 alfiere del nero · h8 torre del nero · a7 pedone del nero · b7 pedone del nero · d7 cavallo del nero · f7 pedone del nero · g7 pedone del nero · c6 pedone del nero · e6 pedone del nero · f6 cavallo del nero · h6 pedone del nero · g5 cavallo del bianco · d4 pedone del bianco · d3 alfiere del bianco · f3 cavallo del bianco · a2 pedone del bianco · b2 pedone del bianco · c2 pedone del bianco · f2 pedone del bianco · g2 pedone del bianco · h2 pedone del bianco · a1 torre del bianco · c1 alfiere del bianco · d1 donna del bianco · e1 re del bianco · h1 torre del bianco | a8 torre del nero · c8 alfiere del nero · d8 donna del nero · e8 re del nero · f8 alfiere del nero · h8 torre del nero · a7 pedone del nero · b7 pedone del nero · d7 cavallo del nero · f7 pedone del nero · g7 pedone del nero · c6 pedone del nero · e6 pedone del nero · f6 cavallo del nero · h6 pedone del nero · g5 cavallo del bianco · d4 pedone del bianco · d3 alfiere del bianco · f3 cavallo del bianco · a2 pedone del bianco · b2 pedone del bianco · c2 pedone del bianco · f2 pedone del bianco · g2 pedone del bianco · h2 pedone del bianco · a1 torre del bianco · c1 alfiere del bianco · d1 donna del bianco · e1 re del bianco · h1 torre del bianco | a8 torre del nero · c8 alfiere del nero · d8 donna del nero · e8 re del nero · f8 alfiere del nero · h8 torre del nero · a7 pedone del nero · b7 pedone del nero · d7 cavallo del nero · f7 pedone del nero · g7 pedone del nero · c6 pedone del nero · e6 pedone del nero · f6 cavallo del nero · h6 pedone del nero · g5 cavallo del bianco · d4 pedone del bianco · d3 alfiere del bianco · f3 cavallo del bianco · a2 pedone del bianco · b2 pedone del bianco · c2 pedone del bianco · f2 pedone del bianco · g2 pedone del bianco · h2 pedone del bianco · a1 torre del bianco · c1 alfiere del bianco · d1 donna del bianco · e1 re del bianco · h1 torre del bianco | a8 torre del nero · c8 alfiere del nero · d8 donna del nero · e8 re del nero · f8 alfiere del nero · h8 torre del nero · a7 pedone del nero · b7 pedone del nero · d7 cavallo del nero · f7 pedone del nero · g7 pedone del nero · c6 pedone del nero · e6 pedone del nero · f6 cavallo del nero · h6 pedone del nero · g5 cavallo del bianco · d4 pedone del bianco · d3 alfiere del bianco · f3 cavallo del bianco · a2 pedone del bianco · b2 pedone del bianco · c2 pedone del bianco · f2 pedone del bianco · g2 pedone del bianco · h2 pedone del bianco · a1 torre del bianco · c1 alfiere del bianco · d1 donna del bianco · e1 re del bianco · h1 torre del bianco | a8 torre del nero · c8 alfiere del nero · d8 donna del nero · e8 re del nero · f8 alfiere del nero · h8 torre del nero · a7 pedone del nero · b7 pedone del nero · d7 cavallo del nero · f7 pedone del nero · g7 pedone del nero · c6 pedone del nero · e6 pedone del nero · f6 cavallo del nero · h6 pedone del nero · g5 cavallo del bianco · d4 pedone del bianco · d3 alfiere del bianco · f3 cavallo del bianco · a2 pedone del bianco · b2 pedone del bianco · c2 pedone del bianco · f2 pedone del bianco · g2 pedone del bianco · h2 pedone del bianco · a1 torre del bianco · c1 alfiere del bianco · d1 donna del bianco · e1 re del bianco · h1 torre del bianco | a8 torre del nero · c8 alfiere del nero · d8 donna del nero · e8 re del nero · f8 alfiere del nero · h8 torre del nero · a7 pedone del nero · b7 pedone del nero · d7 cavallo del nero · f7 pedone del nero · g7 pedone del nero · c6 pedone del nero · e6 pedone del nero · f6 cavallo del nero · h6 pedone del nero · g5 cavallo del bianco · d4 pedone del bianco · d3 alfiere del bianco · f3 cavallo del bianco · a2 pedone del bianco · b2 pedone del bianco · c2 pedone del bianco · f2 pedone del bianco · g2 pedone del bianco · h2 pedone del bianco · a1 torre del bianco · c1 alfiere del bianco · d1 donna del bianco · e1 re del bianco · h1 torre del bianco | 2 |
| 1 | a8 torre del nero · c8 alfiere del nero · d8 donna del nero · e8 re del nero · f8 alfiere del nero · h8 torre del nero · a7 pedone del nero · b7 pedone del nero · d7 cavallo del nero · f7 pedone del nero · g7 pedone del nero · c6 pedone del nero · e6 pedone del nero · f6 cavallo del nero · h6 pedone del nero · g5 cavallo del bianco · d4 pedone del bianco · d3 alfiere del bianco · f3 cavallo del bianco · a2 pedone del bianco · b2 pedone del bianco · c2 pedone del bianco · f2 pedone del bianco · g2 pedone del bianco · h2 pedone del bianco · a1 torre del bianco · c1 alfiere del bianco · d1 donna del bianco · e1 re del bianco · h1 torre del bianco | a8 torre del nero · c8 alfiere del nero · d8 donna del nero · e8 re del nero · f8 alfiere del nero · h8 torre del nero · a7 pedone del nero · b7 pedone del nero · d7 cavallo del nero · f7 pedone del nero · g7 pedone del nero · c6 pedone del nero · e6 pedone del nero · f6 cavallo del nero · h6 pedone del nero · g5 cavallo del bianco · d4 pedone del bianco · d3 alfiere del bianco · f3 cavallo del bianco · a2 pedone del bianco · b2 pedone del bianco · c2 pedone del bianco · f2 pedone del bianco · g2 pedone del bianco · h2 pedone del bianco · a1 torre del bianco · c1 alfiere del bianco · d1 donna del bianco · e1 re del bianco · h1 torre del bianco | a8 torre del nero · c8 alfiere del nero · d8 donna del nero · e8 re del nero · f8 alfiere del nero · h8 torre del nero · a7 pedone del nero · b7 pedone del nero · d7 cavallo del nero · f7 pedone del nero · g7 pedone del nero · c6 pedone del nero · e6 pedone del nero · f6 cavallo del nero · h6 pedone del nero · g5 cavallo del bianco · d4 pedone del bianco · d3 alfiere del bianco · f3 cavallo del bianco · a2 pedone del bianco · b2 pedone del bianco · c2 pedone del bianco · f2 pedone del bianco · g2 pedone del bianco · h2 pedone del bianco · a1 torre del bianco · c1 alfiere del bianco · d1 donna del bianco · e1 re del bianco · h1 torre del bianco | a8 torre del nero · c8 alfiere del nero · d8 donna del nero · e8 re del nero · f8 alfiere del nero · h8 torre del nero · a7 pedone del nero · b7 pedone del nero · d7 cavallo del nero · f7 pedone del nero · g7 pedone del nero · c6 pedone del nero · e6 pedone del nero · f6 cavallo del nero · h6 pedone del nero · g5 cavallo del bianco · d4 pedone del bianco · d3 alfiere del bianco · f3 cavallo del bianco · a2 pedone del bianco · b2 pedone del bianco · c2 pedone del bianco · f2 pedone del bianco · g2 pedone del bianco · h2 pedone del bianco · a1 torre del bianco · c1 alfiere del bianco · d1 donna del bianco · e1 re del bianco · h1 torre del bianco | a8 torre del nero · c8 alfiere del nero · d8 donna del nero · e8 re del nero · f8 alfiere del nero · h8 torre del nero · a7 pedone del nero · b7 pedone del nero · d7 cavallo del nero · f7 pedone del nero · g7 pedone del nero · c6 pedone del nero · e6 pedone del nero · f6 cavallo del nero · h6 pedone del nero · g5 cavallo del bianco · d4 pedone del bianco · d3 alfiere del bianco · f3 cavallo del bianco · a2 pedone del bianco · b2 pedone del bianco · c2 pedone del bianco · f2 pedone del bianco · g2 pedone del bianco · h2 pedone del bianco · a1 torre del bianco · c1 alfiere del bianco · d1 donna del bianco · e1 re del bianco · h1 torre del bianco | a8 torre del nero · c8 alfiere del nero · d8 donna del nero · e8 re del nero · f8 alfiere del nero · h8 torre del nero · a7 pedone del nero · b7 pedone del nero · d7 cavallo del nero · f7 pedone del nero · g7 pedone del nero · c6 pedone del nero · e6 pedone del nero · f6 cavallo del nero · h6 pedone del nero · g5 cavallo del bianco · d4 pedone del bianco · d3 alfiere del bianco · f3 cavallo del bianco · a2 pedone del bianco · b2 pedone del bianco · c2 pedone del bianco · f2 pedone del bianco · g2 pedone del bianco · h2 pedone del bianco · a1 torre del bianco · c1 alfiere del bianco · d1 donna del bianco · e1 re del bianco · h1 torre del bianco | a8 torre del nero · c8 alfiere del nero · d8 donna del nero · e8 re del nero · f8 alfiere del nero · h8 torre del nero · a7 pedone del nero · b7 pedone del nero · d7 cavallo del nero · f7 pedone del nero · g7 pedone del nero · c6 pedone del nero · e6 pedone del nero · f6 cavallo del nero · h6 pedone del nero · g5 cavallo del bianco · d4 pedone del bianco · d3 alfiere del bianco · f3 cavallo del bianco · a2 pedone del bianco · b2 pedone del bianco · c2 pedone del bianco · f2 pedone del bianco · g2 pedone del bianco · h2 pedone del bianco · a1 torre del bianco · c1 alfiere del bianco · d1 donna del bianco · e1 re del bianco · h1 torre del bianco | a8 torre del nero · c8 alfiere del nero · d8 donna del nero · e8 re del nero · f8 alfiere del nero · h8 torre del nero · a7 pedone del nero · b7 pedone del nero · d7 cavallo del nero · f7 pedone del nero · g7 pedone del nero · c6 pedone del nero · e6 pedone del nero · f6 cavallo del nero · h6 pedone del nero · g5 cavallo del bianco · d4 pedone del bianco · d3 alfiere del bianco · f3 cavallo del bianco · a2 pedone del bianco · b2 pedone del bianco · c2 pedone del bianco · f2 pedone del bianco · g2 pedone del bianco · h2 pedone del bianco · a1 torre del bianco · c1 alfiere del bianco · d1 donna del bianco · e1 re del bianco · h1 torre del bianco | 1 |
|   | a | b | c | d | e | f | g | h |   |

Una strana svista da parte di Kasparov, uno dei giocatori più preparati teoricamente della storia. Apparentemente Kasparov ha giocato questa mossa troppo presto. La normale linea 7…Ad6 8.De2 h6 9.Ce4 Cxe4 10.Dxe4 era stata giocata in una Kasparov-Kamsky del 1994 e in una Kasparov-Epishin del 1995, tra le altre. Il sacrificio che segue è ben noto dalla teoria e Kasparov avrebbe dovuto conoscerlo (esistono persino degli articoli che scrisse dove sostiene 8.Cxe6).
8.Cxe6!
In realtà non è la fantastica abilità di Deep Blue a fargli giocare questa mossa, il sacrificio di cavallo è programmato nella libreria di aperture del computer. Questa mossa è già stata giocata in partite precedenti di alto livello e ha dato al Bianco un enorme vantaggio.
8…De7
Invece di prendere il cavallo immediatamente, Kasparov lo inchioda al re per dare al proprio re una casa di fuga in d8. Comunque molti commentatori hanno criticato questa mossa dicendo che Kasparov avrebbe fatto meglio a catturare il cavallo subito. Sebbene il re nero abbia bisogno di due mosse per raggiungere d8 dopo 8…fxe6 9.Ag6+ Re7, la donna nera può essere posta nella casa migliore c7.
9.0-0
Il Bianco arrocca in modo che 9…Dxe6?? perda per 10.Te1 inchiodando e guadagnando la donna. Il Nero deve ora prendere il cavallo o sarà in svantaggio di un pedone.
|   | a | b | c | d | e | f | g | h |   |
| 8 | a8 torre del nero · c8 alfiere del nero · d8 re del nero · f8 alfiere del nero · h8 torre del nero · a7 pedone del nero · b7 pedone del nero · d7 cavallo del nero · e7 donna del nero · g7 pedone del nero · c6 pedone del nero · e6 pedone del nero · f6 cavallo del nero · g6 alfiere del bianco · h6 pedone del nero · d4 pedone del bianco · f4 alfiere del bianco · f3 cavallo del bianco · a2 pedone del bianco · b2 pedone del bianco · c2 pedone del bianco · f2 pedone del bianco · g2 pedone del bianco · h2 pedone del bianco · a1 torre del bianco · d1 donna del bianco · f1 torre del bianco · g1 re del bianco | a8 torre del nero · c8 alfiere del nero · d8 re del nero · f8 alfiere del nero · h8 torre del nero · a7 pedone del nero · b7 pedone del nero · d7 cavallo del nero · e7 donna del nero · g7 pedone del nero · c6 pedone del nero · e6 pedone del nero · f6 cavallo del nero · g6 alfiere del bianco · h6 pedone del nero · d4 pedone del bianco · f4 alfiere del bianco · f3 cavallo del bianco · a2 pedone del bianco · b2 pedone del bianco · c2 pedone del bianco · f2 pedone del bianco · g2 pedone del bianco · h2 pedone del bianco · a1 torre del bianco · d1 donna del bianco · f1 torre del bianco · g1 re del bianco | a8 torre del nero · c8 alfiere del nero · d8 re del nero · f8 alfiere del nero · h8 torre del nero · a7 pedone del nero · b7 pedone del nero · d7 cavallo del nero · e7 donna del nero · g7 pedone del nero · c6 pedone del nero · e6 pedone del nero · f6 cavallo del nero · g6 alfiere del bianco · h6 pedone del nero · d4 pedone del bianco · f4 alfiere del bianco · f3 cavallo del bianco · a2 pedone del bianco · b2 pedone del bianco · c2 pedone del bianco · f2 pedone del bianco · g2 pedone del bianco · h2 pedone del bianco · a1 torre del bianco · d1 donna del bianco · f1 torre del bianco · g1 re del bianco | a8 torre del nero · c8 alfiere del nero · d8 re del nero · f8 alfiere del nero · h8 torre del nero · a7 pedone del nero · b7 pedone del nero · d7 cavallo del nero · e7 donna del nero · g7 pedone del nero · c6 pedone del nero · e6 pedone del nero · f6 cavallo del nero · g6 alfiere del bianco · h6 pedone del nero · d4 pedone del bianco · f4 alfiere del bianco · f3 cavallo del bianco · a2 pedone del bianco · b2 pedone del bianco · c2 pedone del bianco · f2 pedone del bianco · g2 pedone del bianco · h2 pedone del bianco · a1 torre del bianco · d1 donna del bianco · f1 torre del bianco · g1 re del bianco | a8 torre del nero · c8 alfiere del nero · d8 re del nero · f8 alfiere del nero · h8 torre del nero · a7 pedone del nero · b7 pedone del nero · d7 cavallo del nero · e7 donna del nero · g7 pedone del nero · c6 pedone del nero · e6 pedone del nero · f6 cavallo del nero · g6 alfiere del bianco · h6 pedone del nero · d4 pedone del bianco · f4 alfiere del bianco · f3 cavallo del bianco · a2 pedone del bianco · b2 pedone del bianco · c2 pedone del bianco · f2 pedone del bianco · g2 pedone del bianco · h2 pedone del bianco · a1 torre del bianco · d1 donna del bianco · f1 torre del bianco · g1 re del bianco | a8 torre del nero · c8 alfiere del nero · d8 re del nero · f8 alfiere del nero · h8 torre del nero · a7 pedone del nero · b7 pedone del nero · d7 cavallo del nero · e7 donna del nero · g7 pedone del nero · c6 pedone del nero · e6 pedone del nero · f6 cavallo del nero · g6 alfiere del bianco · h6 pedone del nero · d4 pedone del bianco · f4 alfiere del bianco · f3 cavallo del bianco · a2 pedone del bianco · b2 pedone del bianco · c2 pedone del bianco · f2 pedone del bianco · g2 pedone del bianco · h2 pedone del bianco · a1 torre del bianco · d1 donna del bianco · f1 torre del bianco · g1 re del bianco | a8 torre del nero · c8 alfiere del nero · d8 re del nero · f8 alfiere del nero · h8 torre del nero · a7 pedone del nero · b7 pedone del nero · d7 cavallo del nero · e7 donna del nero · g7 pedone del nero · c6 pedone del nero · e6 pedone del nero · f6 cavallo del nero · g6 alfiere del bianco · h6 pedone del nero · d4 pedone del bianco · f4 alfiere del bianco · f3 cavallo del bianco · a2 pedone del bianco · b2 pedone del bianco · c2 pedone del bianco · f2 pedone del bianco · g2 pedone del bianco · h2 pedone del bianco · a1 torre del bianco · d1 donna del bianco · f1 torre del bianco · g1 re del bianco | a8 torre del nero · c8 alfiere del nero · d8 re del nero · f8 alfiere del nero · h8 torre del nero · a7 pedone del nero · b7 pedone del nero · d7 cavallo del nero · e7 donna del nero · g7 pedone del nero · c6 pedone del nero · e6 pedone del nero · f6 cavallo del nero · g6 alfiere del bianco · h6 pedone del nero · d4 pedone del bianco · f4 alfiere del bianco · f3 cavallo del bianco · a2 pedone del bianco · b2 pedone del bianco · c2 pedone del bianco · f2 pedone del bianco · g2 pedone del bianco · h2 pedone del bianco · a1 torre del bianco · d1 donna del bianco · f1 torre del bianco · g1 re del bianco | 8 |
| 7 | a8 torre del nero · c8 alfiere del nero · d8 re del nero · f8 alfiere del nero · h8 torre del nero · a7 pedone del nero · b7 pedone del nero · d7 cavallo del nero · e7 donna del nero · g7 pedone del nero · c6 pedone del nero · e6 pedone del nero · f6 cavallo del nero · g6 alfiere del bianco · h6 pedone del nero · d4 pedone del bianco · f4 alfiere del bianco · f3 cavallo del bianco · a2 pedone del bianco · b2 pedone del bianco · c2 pedone del bianco · f2 pedone del bianco · g2 pedone del bianco · h2 pedone del bianco · a1 torre del bianco · d1 donna del bianco · f1 torre del bianco · g1 re del bianco | a8 torre del nero · c8 alfiere del nero · d8 re del nero · f8 alfiere del nero · h8 torre del nero · a7 pedone del nero · b7 pedone del nero · d7 cavallo del nero · e7 donna del nero · g7 pedone del nero · c6 pedone del nero · e6 pedone del nero · f6 cavallo del nero · g6 alfiere del bianco · h6 pedone del nero · d4 pedone del bianco · f4 alfiere del bianco · f3 cavallo del bianco · a2 pedone del bianco · b2 pedone del bianco · c2 pedone del bianco · f2 pedone del bianco · g2 pedone del bianco · h2 pedone del bianco · a1 torre del bianco · d1 donna del bianco · f1 torre del bianco · g1 re del bianco | a8 torre del nero · c8 alfiere del nero · d8 re del nero · f8 alfiere del nero · h8 torre del nero · a7 pedone del nero · b7 pedone del nero · d7 cavallo del nero · e7 donna del nero · g7 pedone del nero · c6 pedone del nero · e6 pedone del nero · f6 cavallo del nero · g6 alfiere del bianco · h6 pedone del nero · d4 pedone del bianco · f4 alfiere del bianco · f3 cavallo del bianco · a2 pedone del bianco · b2 pedone del bianco · c2 pedone del bianco · f2 pedone del bianco · g2 pedone del bianco · h2 pedone del bianco · a1 torre del bianco · d1 donna del bianco · f1 torre del bianco · g1 re del bianco | a8 torre del nero · c8 alfiere del nero · d8 re del nero · f8 alfiere del nero · h8 torre del nero · a7 pedone del nero · b7 pedone del nero · d7 cavallo del nero · e7 donna del nero · g7 pedone del nero · c6 pedone del nero · e6 pedone del nero · f6 cavallo del nero · g6 alfiere del bianco · h6 pedone del nero · d4 pedone del bianco · f4 alfiere del bianco · f3 cavallo del bianco · a2 pedone del bianco · b2 pedone del bianco · c2 pedone del bianco · f2 pedone del bianco · g2 pedone del bianco · h2 pedone del bianco · a1 torre del bianco · d1 donna del bianco · f1 torre del bianco · g1 re del bianco | a8 torre del nero · c8 alfiere del nero · d8 re del nero · f8 alfiere del nero · h8 torre del nero · a7 pedone del nero · b7 pedone del nero · d7 cavallo del nero · e7 donna del nero · g7 pedone del nero · c6 pedone del nero · e6 pedone del nero · f6 cavallo del nero · g6 alfiere del bianco · h6 pedone del nero · d4 pedone del bianco · f4 alfiere del bianco · f3 cavallo del bianco · a2 pedone del bianco · b2 pedone del bianco · c2 pedone del bianco · f2 pedone del bianco · g2 pedone del bianco · h2 pedone del bianco · a1 torre del bianco · d1 donna del bianco · f1 torre del bianco · g1 re del bianco | a8 torre del nero · c8 alfiere del nero · d8 re del nero · f8 alfiere del nero · h8 torre del nero · a7 pedone del nero · b7 pedone del nero · d7 cavallo del nero · e7 donna del nero · g7 pedone del nero · c6 pedone del nero · e6 pedone del nero · f6 cavallo del nero · g6 alfiere del bianco · h6 pedone del nero · d4 pedone del bianco · f4 alfiere del bianco · f3 cavallo del bianco · a2 pedone del bianco · b2 pedone del bianco · c2 pedone del bianco · f2 pedone del bianco · g2 pedone del bianco · h2 pedone del bianco · a1 torre del bianco · d1 donna del bianco · f1 torre del bianco · g1 re del bianco | a8 torre del nero · c8 alfiere del nero · d8 re del nero · f8 alfiere del nero · h8 torre del nero · a7 pedone del nero · b7 pedone del nero · d7 cavallo del nero · e7 donna del nero · g7 pedone del nero · c6 pedone del nero · e6 pedone del nero · f6 cavallo del nero · g6 alfiere del bianco · h6 pedone del nero · d4 pedone del bianco · f4 alfiere del bianco · f3 cavallo del bianco · a2 pedone del bianco · b2 pedone del bianco · c2 pedone del bianco · f2 pedone del bianco · g2 pedone del bianco · h2 pedone del bianco · a1 torre del bianco · d1 donna del bianco · f1 torre del bianco · g1 re del bianco | a8 torre del nero · c8 alfiere del nero · d8 re del nero · f8 alfiere del nero · h8 torre del nero · a7 pedone del nero · b7 pedone del nero · d7 cavallo del nero · e7 donna del nero · g7 pedone del nero · c6 pedone del nero · e6 pedone del nero · f6 cavallo del nero · g6 alfiere del bianco · h6 pedone del nero · d4 pedone del bianco · f4 alfiere del bianco · f3 cavallo del bianco · a2 pedone del bianco · b2 pedone del bianco · c2 pedone del bianco · f2 pedone del bianco · g2 pedone del bianco · h2 pedone del bianco · a1 torre del bianco · d1 donna del bianco · f1 torre del bianco · g1 re del bianco | 7 |
| 6 | a8 torre del nero · c8 alfiere del nero · d8 re del nero · f8 alfiere del nero · h8 torre del nero · a7 pedone del nero · b7 pedone del nero · d7 cavallo del nero · e7 donna del nero · g7 pedone del nero · c6 pedone del nero · e6 pedone del nero · f6 cavallo del nero · g6 alfiere del bianco · h6 pedone del nero · d4 pedone del bianco · f4 alfiere del bianco · f3 cavallo del bianco · a2 pedone del bianco · b2 pedone del bianco · c2 pedone del bianco · f2 pedone del bianco · g2 pedone del bianco · h2 pedone del bianco · a1 torre del bianco · d1 donna del bianco · f1 torre del bianco · g1 re del bianco | a8 torre del nero · c8 alfiere del nero · d8 re del nero · f8 alfiere del nero · h8 torre del nero · a7 pedone del nero · b7 pedone del nero · d7 cavallo del nero · e7 donna del nero · g7 pedone del nero · c6 pedone del nero · e6 pedone del nero · f6 cavallo del nero · g6 alfiere del bianco · h6 pedone del nero · d4 pedone del bianco · f4 alfiere del bianco · f3 cavallo del bianco · a2 pedone del bianco · b2 pedone del bianco · c2 pedone del bianco · f2 pedone del bianco · g2 pedone del bianco · h2 pedone del bianco · a1 torre del bianco · d1 donna del bianco · f1 torre del bianco · g1 re del bianco | a8 torre del nero · c8 alfiere del nero · d8 re del nero · f8 alfiere del nero · h8 torre del nero · a7 pedone del nero · b7 pedone del nero · d7 cavallo del nero · e7 donna del nero · g7 pedone del nero · c6 pedone del nero · e6 pedone del nero · f6 cavallo del nero · g6 alfiere del bianco · h6 pedone del nero · d4 pedone del bianco · f4 alfiere del bianco · f3 cavallo del bianco · a2 pedone del bianco · b2 pedone del bianco · c2 pedone del bianco · f2 pedone del bianco · g2 pedone del bianco · h2 pedone del bianco · a1 torre del bianco · d1 donna del bianco · f1 torre del bianco · g1 re del bianco | a8 torre del nero · c8 alfiere del nero · d8 re del nero · f8 alfiere del nero · h8 torre del nero · a7 pedone del nero · b7 pedone del nero · d7 cavallo del nero · e7 donna del nero · g7 pedone del nero · c6 pedone del nero · e6 pedone del nero · f6 cavallo del nero · g6 alfiere del bianco · h6 pedone del nero · d4 pedone del bianco · f4 alfiere del bianco · f3 cavallo del bianco · a2 pedone del bianco · b2 pedone del bianco · c2 pedone del bianco · f2 pedone del bianco · g2 pedone del bianco · h2 pedone del bianco · a1 torre del bianco · d1 donna del bianco · f1 torre del bianco · g1 re del bianco | a8 torre del nero · c8 alfiere del nero · d8 re del nero · f8 alfiere del nero · h8 torre del nero · a7 pedone del nero · b7 pedone del nero · d7 cavallo del nero · e7 donna del nero · g7 pedone del nero · c6 pedone del nero · e6 pedone del nero · f6 cavallo del nero · g6 alfiere del bianco · h6 pedone del nero · d4 pedone del bianco · f4 alfiere del bianco · f3 cavallo del bianco · a2 pedone del bianco · b2 pedone del bianco · c2 pedone del bianco · f2 pedone del bianco · g2 pedone del bianco · h2 pedone del bianco · a1 torre del bianco · d1 donna del bianco · f1 torre del bianco · g1 re del bianco | a8 torre del nero · c8 alfiere del nero · d8 re del nero · f8 alfiere del nero · h8 torre del nero · a7 pedone del nero · b7 pedone del nero · d7 cavallo del nero · e7 donna del nero · g7 pedone del nero · c6 pedone del nero · e6 pedone del nero · f6 cavallo del nero · g6 alfiere del bianco · h6 pedone del nero · d4 pedone del bianco · f4 alfiere del bianco · f3 cavallo del bianco · a2 pedone del bianco · b2 pedone del bianco · c2 pedone del bianco · f2 pedone del bianco · g2 pedone del bianco · h2 pedone del bianco · a1 torre del bianco · d1 donna del bianco · f1 torre del bianco · g1 re del bianco | a8 torre del nero · c8 alfiere del nero · d8 re del nero · f8 alfiere del nero · h8 torre del nero · a7 pedone del nero · b7 pedone del nero · d7 cavallo del nero · e7 donna del nero · g7 pedone del nero · c6 pedone del nero · e6 pedone del nero · f6 cavallo del nero · g6 alfiere del bianco · h6 pedone del nero · d4 pedone del bianco · f4 alfiere del bianco · f3 cavallo del bianco · a2 pedone del bianco · b2 pedone del bianco · c2 pedone del bianco · f2 pedone del bianco · g2 pedone del bianco · h2 pedone del bianco · a1 torre del bianco · d1 donna del bianco · f1 torre del bianco · g1 re del bianco | a8 torre del nero · c8 alfiere del nero · d8 re del nero · f8 alfiere del nero · h8 torre del nero · a7 pedone del nero · b7 pedone del nero · d7 cavallo del nero · e7 donna del nero · g7 pedone del nero · c6 pedone del nero · e6 pedone del nero · f6 cavallo del nero · g6 alfiere del bianco · h6 pedone del nero · d4 pedone del bianco · f4 alfiere del bianco · f3 cavallo del bianco · a2 pedone del bianco · b2 pedone del bianco · c2 pedone del bianco · f2 pedone del bianco · g2 pedone del bianco · h2 pedone del bianco · a1 torre del bianco · d1 donna del bianco · f1 torre del bianco · g1 re del bianco | 6 |
| 5 | a8 torre del nero · c8 alfiere del nero · d8 re del nero · f8 alfiere del nero · h8 torre del nero · a7 pedone del nero · b7 pedone del nero · d7 cavallo del nero · e7 donna del nero · g7 pedone del nero · c6 pedone del nero · e6 pedone del nero · f6 cavallo del nero · g6 alfiere del bianco · h6 pedone del nero · d4 pedone del bianco · f4 alfiere del bianco · f3 cavallo del bianco · a2 pedone del bianco · b2 pedone del bianco · c2 pedone del bianco · f2 pedone del bianco · g2 pedone del bianco · h2 pedone del bianco · a1 torre del bianco · d1 donna del bianco · f1 torre del bianco · g1 re del bianco | a8 torre del nero · c8 alfiere del nero · d8 re del nero · f8 alfiere del nero · h8 torre del nero · a7 pedone del nero · b7 pedone del nero · d7 cavallo del nero · e7 donna del nero · g7 pedone del nero · c6 pedone del nero · e6 pedone del nero · f6 cavallo del nero · g6 alfiere del bianco · h6 pedone del nero · d4 pedone del bianco · f4 alfiere del bianco · f3 cavallo del bianco · a2 pedone del bianco · b2 pedone del bianco · c2 pedone del bianco · f2 pedone del bianco · g2 pedone del bianco · h2 pedone del bianco · a1 torre del bianco · d1 donna del bianco · f1 torre del bianco · g1 re del bianco | a8 torre del nero · c8 alfiere del nero · d8 re del nero · f8 alfiere del nero · h8 torre del nero · a7 pedone del nero · b7 pedone del nero · d7 cavallo del nero · e7 donna del nero · g7 pedone del nero · c6 pedone del nero · e6 pedone del nero · f6 cavallo del nero · g6 alfiere del bianco · h6 pedone del nero · d4 pedone del bianco · f4 alfiere del bianco · f3 cavallo del bianco · a2 pedone del bianco · b2 pedone del bianco · c2 pedone del bianco · f2 pedone del bianco · g2 pedone del bianco · h2 pedone del bianco · a1 torre del bianco · d1 donna del bianco · f1 torre del bianco · g1 re del bianco | a8 torre del nero · c8 alfiere del nero · d8 re del nero · f8 alfiere del nero · h8 torre del nero · a7 pedone del nero · b7 pedone del nero · d7 cavallo del nero · e7 donna del nero · g7 pedone del nero · c6 pedone del nero · e6 pedone del nero · f6 cavallo del nero · g6 alfiere del bianco · h6 pedone del nero · d4 pedone del bianco · f4 alfiere del bianco · f3 cavallo del bianco · a2 pedone del bianco · b2 pedone del bianco · c2 pedone del bianco · f2 pedone del bianco · g2 pedone del bianco · h2 pedone del bianco · a1 torre del bianco · d1 donna del bianco · f1 torre del bianco · g1 re del bianco | a8 torre del nero · c8 alfiere del nero · d8 re del nero · f8 alfiere del nero · h8 torre del nero · a7 pedone del nero · b7 pedone del nero · d7 cavallo del nero · e7 donna del nero · g7 pedone del nero · c6 pedone del nero · e6 pedone del nero · f6 cavallo del nero · g6 alfiere del bianco · h6 pedone del nero · d4 pedone del bianco · f4 alfiere del bianco · f3 cavallo del bianco · a2 pedone del bianco · b2 pedone del bianco · c2 pedone del bianco · f2 pedone del bianco · g2 pedone del bianco · h2 pedone del bianco · a1 torre del bianco · d1 donna del bianco · f1 torre del bianco · g1 re del bianco | a8 torre del nero · c8 alfiere del nero · d8 re del nero · f8 alfiere del nero · h8 torre del nero · a7 pedone del nero · b7 pedone del nero · d7 cavallo del nero · e7 donna del nero · g7 pedone del nero · c6 pedone del nero · e6 pedone del nero · f6 cavallo del nero · g6 alfiere del bianco · h6 pedone del nero · d4 pedone del bianco · f4 alfiere del bianco · f3 cavallo del bianco · a2 pedone del bianco · b2 pedone del bianco · c2 pedone del bianco · f2 pedone del bianco · g2 pedone del bianco · h2 pedone del bianco · a1 torre del bianco · d1 donna del bianco · f1 torre del bianco · g1 re del bianco | a8 torre del nero · c8 alfiere del nero · d8 re del nero · f8 alfiere del nero · h8 torre del nero · a7 pedone del nero · b7 pedone del nero · d7 cavallo del nero · e7 donna del nero · g7 pedone del nero · c6 pedone del nero · e6 pedone del nero · f6 cavallo del nero · g6 alfiere del bianco · h6 pedone del nero · d4 pedone del bianco · f4 alfiere del bianco · f3 cavallo del bianco · a2 pedone del bianco · b2 pedone del bianco · c2 pedone del bianco · f2 pedone del bianco · g2 pedone del bianco · h2 pedone del bianco · a1 torre del bianco · d1 donna del bianco · f1 torre del bianco · g1 re del bianco | a8 torre del nero · c8 alfiere del nero · d8 re del nero · f8 alfiere del nero · h8 torre del nero · a7 pedone del nero · b7 pedone del nero · d7 cavallo del nero · e7 donna del nero · g7 pedone del nero · c6 pedone del nero · e6 pedone del nero · f6 cavallo del nero · g6 alfiere del bianco · h6 pedone del nero · d4 pedone del bianco · f4 alfiere del bianco · f3 cavallo del bianco · a2 pedone del bianco · b2 pedone del bianco · c2 pedone del bianco · f2 pedone del bianco · g2 pedone del bianco · h2 pedone del bianco · a1 torre del bianco · d1 donna del bianco · f1 torre del bianco · g1 re del bianco | 5 |
| 4 | a8 torre del nero · c8 alfiere del nero · d8 re del nero · f8 alfiere del nero · h8 torre del nero · a7 pedone del nero · b7 pedone del nero · d7 cavallo del nero · e7 donna del nero · g7 pedone del nero · c6 pedone del nero · e6 pedone del nero · f6 cavallo del nero · g6 alfiere del bianco · h6 pedone del nero · d4 pedone del bianco · f4 alfiere del bianco · f3 cavallo del bianco · a2 pedone del bianco · b2 pedone del bianco · c2 pedone del bianco · f2 pedone del bianco · g2 pedone del bianco · h2 pedone del bianco · a1 torre del bianco · d1 donna del bianco · f1 torre del bianco · g1 re del bianco | a8 torre del nero · c8 alfiere del nero · d8 re del nero · f8 alfiere del nero · h8 torre del nero · a7 pedone del nero · b7 pedone del nero · d7 cavallo del nero · e7 donna del nero · g7 pedone del nero · c6 pedone del nero · e6 pedone del nero · f6 cavallo del nero · g6 alfiere del bianco · h6 pedone del nero · d4 pedone del bianco · f4 alfiere del bianco · f3 cavallo del bianco · a2 pedone del bianco · b2 pedone del bianco · c2 pedone del bianco · f2 pedone del bianco · g2 pedone del bianco · h2 pedone del bianco · a1 torre del bianco · d1 donna del bianco · f1 torre del bianco · g1 re del bianco | a8 torre del nero · c8 alfiere del nero · d8 re del nero · f8 alfiere del nero · h8 torre del nero · a7 pedone del nero · b7 pedone del nero · d7 cavallo del nero · e7 donna del nero · g7 pedone del nero · c6 pedone del nero · e6 pedone del nero · f6 cavallo del nero · g6 alfiere del bianco · h6 pedone del nero · d4 pedone del bianco · f4 alfiere del bianco · f3 cavallo del bianco · a2 pedone del bianco · b2 pedone del bianco · c2 pedone del bianco · f2 pedone del bianco · g2 pedone del bianco · h2 pedone del bianco · a1 torre del bianco · d1 donna del bianco · f1 torre del bianco · g1 re del bianco | a8 torre del nero · c8 alfiere del nero · d8 re del nero · f8 alfiere del nero · h8 torre del nero · a7 pedone del nero · b7 pedone del nero · d7 cavallo del nero · e7 donna del nero · g7 pedone del nero · c6 pedone del nero · e6 pedone del nero · f6 cavallo del nero · g6 alfiere del bianco · h6 pedone del nero · d4 pedone del bianco · f4 alfiere del bianco · f3 cavallo del bianco · a2 pedone del bianco · b2 pedone del bianco · c2 pedone del bianco · f2 pedone del bianco · g2 pedone del bianco · h2 pedone del bianco · a1 torre del bianco · d1 donna del bianco · f1 torre del bianco · g1 re del bianco | a8 torre del nero · c8 alfiere del nero · d8 re del nero · f8 alfiere del nero · h8 torre del nero · a7 pedone del nero · b7 pedone del nero · d7 cavallo del nero · e7 donna del nero · g7 pedone del nero · c6 pedone del nero · e6 pedone del nero · f6 cavallo del nero · g6 alfiere del bianco · h6 pedone del nero · d4 pedone del bianco · f4 alfiere del bianco · f3 cavallo del bianco · a2 pedone del bianco · b2 pedone del bianco · c2 pedone del bianco · f2 pedone del bianco · g2 pedone del bianco · h2 pedone del bianco · a1 torre del bianco · d1 donna del bianco · f1 torre del bianco · g1 re del bianco | a8 torre del nero · c8 alfiere del nero · d8 re del nero · f8 alfiere del nero · h8 torre del nero · a7 pedone del nero · b7 pedone del nero · d7 cavallo del nero · e7 donna del nero · g7 pedone del nero · c6 pedone del nero · e6 pedone del nero · f6 cavallo del nero · g6 alfiere del bianco · h6 pedone del nero · d4 pedone del bianco · f4 alfiere del bianco · f3 cavallo del bianco · a2 pedone del bianco · b2 pedone del bianco · c2 pedone del bianco · f2 pedone del bianco · g2 pedone del bianco · h2 pedone del bianco · a1 torre del bianco · d1 donna del bianco · f1 torre del bianco · g1 re del bianco | a8 torre del nero · c8 alfiere del nero · d8 re del nero · f8 alfiere del nero · h8 torre del nero · a7 pedone del nero · b7 pedone del nero · d7 cavallo del nero · e7 donna del nero · g7 pedone del nero · c6 pedone del nero · e6 pedone del nero · f6 cavallo del nero · g6 alfiere del bianco · h6 pedone del nero · d4 pedone del bianco · f4 alfiere del bianco · f3 cavallo del bianco · a2 pedone del bianco · b2 pedone del bianco · c2 pedone del bianco · f2 pedone del bianco · g2 pedone del bianco · h2 pedone del bianco · a1 torre del bianco · d1 donna del bianco · f1 torre del bianco · g1 re del bianco | a8 torre del nero · c8 alfiere del nero · d8 re del nero · f8 alfiere del nero · h8 torre del nero · a7 pedone del nero · b7 pedone del nero · d7 cavallo del nero · e7 donna del nero · g7 pedone del nero · c6 pedone del nero · e6 pedone del nero · f6 cavallo del nero · g6 alfiere del bianco · h6 pedone del nero · d4 pedone del bianco · f4 alfiere del bianco · f3 cavallo del bianco · a2 pedone del bianco · b2 pedone del bianco · c2 pedone del bianco · f2 pedone del bianco · g2 pedone del bianco · h2 pedone del bianco · a1 torre del bianco · d1 donna del bianco · f1 torre del bianco · g1 re del bianco | 4 |
| 3 | a8 torre del nero · c8 alfiere del nero · d8 re del nero · f8 alfiere del nero · h8 torre del nero · a7 pedone del nero · b7 pedone del nero · d7 cavallo del nero · e7 donna del nero · g7 pedone del nero · c6 pedone del nero · e6 pedone del nero · f6 cavallo del nero · g6 alfiere del bianco · h6 pedone del nero · d4 pedone del bianco · f4 alfiere del bianco · f3 cavallo del bianco · a2 pedone del bianco · b2 pedone del bianco · c2 pedone del bianco · f2 pedone del bianco · g2 pedone del bianco · h2 pedone del bianco · a1 torre del bianco · d1 donna del bianco · f1 torre del bianco · g1 re del bianco | a8 torre del nero · c8 alfiere del nero · d8 re del nero · f8 alfiere del nero · h8 torre del nero · a7 pedone del nero · b7 pedone del nero · d7 cavallo del nero · e7 donna del nero · g7 pedone del nero · c6 pedone del nero · e6 pedone del nero · f6 cavallo del nero · g6 alfiere del bianco · h6 pedone del nero · d4 pedone del bianco · f4 alfiere del bianco · f3 cavallo del bianco · a2 pedone del bianco · b2 pedone del bianco · c2 pedone del bianco · f2 pedone del bianco · g2 pedone del bianco · h2 pedone del bianco · a1 torre del bianco · d1 donna del bianco · f1 torre del bianco · g1 re del bianco | a8 torre del nero · c8 alfiere del nero · d8 re del nero · f8 alfiere del nero · h8 torre del nero · a7 pedone del nero · b7 pedone del nero · d7 cavallo del nero · e7 donna del nero · g7 pedone del nero · c6 pedone del nero · e6 pedone del nero · f6 cavallo del nero · g6 alfiere del bianco · h6 pedone del nero · d4 pedone del bianco · f4 alfiere del bianco · f3 cavallo del bianco · a2 pedone del bianco · b2 pedone del bianco · c2 pedone del bianco · f2 pedone del bianco · g2 pedone del bianco · h2 pedone del bianco · a1 torre del bianco · d1 donna del bianco · f1 torre del bianco · g1 re del bianco | a8 torre del nero · c8 alfiere del nero · d8 re del nero · f8 alfiere del nero · h8 torre del nero · a7 pedone del nero · b7 pedone del nero · d7 cavallo del nero · e7 donna del nero · g7 pedone del nero · c6 pedone del nero · e6 pedone del nero · f6 cavallo del nero · g6 alfiere del bianco · h6 pedone del nero · d4 pedone del bianco · f4 alfiere del bianco · f3 cavallo del bianco · a2 pedone del bianco · b2 pedone del bianco · c2 pedone del bianco · f2 pedone del bianco · g2 pedone del bianco · h2 pedone del bianco · a1 torre del bianco · d1 donna del bianco · f1 torre del bianco · g1 re del bianco | a8 torre del nero · c8 alfiere del nero · d8 re del nero · f8 alfiere del nero · h8 torre del nero · a7 pedone del nero · b7 pedone del nero · d7 cavallo del nero · e7 donna del nero · g7 pedone del nero · c6 pedone del nero · e6 pedone del nero · f6 cavallo del nero · g6 alfiere del bianco · h6 pedone del nero · d4 pedone del bianco · f4 alfiere del bianco · f3 cavallo del bianco · a2 pedone del bianco · b2 pedone del bianco · c2 pedone del bianco · f2 pedone del bianco · g2 pedone del bianco · h2 pedone del bianco · a1 torre del bianco · d1 donna del bianco · f1 torre del bianco · g1 re del bianco | a8 torre del nero · c8 alfiere del nero · d8 re del nero · f8 alfiere del nero · h8 torre del nero · a7 pedone del nero · b7 pedone del nero · d7 cavallo del nero · e7 donna del nero · g7 pedone del nero · c6 pedone del nero · e6 pedone del nero · f6 cavallo del nero · g6 alfiere del bianco · h6 pedone del nero · d4 pedone del bianco · f4 alfiere del bianco · f3 cavallo del bianco · a2 pedone del bianco · b2 pedone del bianco · c2 pedone del bianco · f2 pedone del bianco · g2 pedone del bianco · h2 pedone del bianco · a1 torre del bianco · d1 donna del bianco · f1 torre del bianco · g1 re del bianco | a8 torre del nero · c8 alfiere del nero · d8 re del nero · f8 alfiere del nero · h8 torre del nero · a7 pedone del nero · b7 pedone del nero · d7 cavallo del nero · e7 donna del nero · g7 pedone del nero · c6 pedone del nero · e6 pedone del nero · f6 cavallo del nero · g6 alfiere del bianco · h6 pedone del nero · d4 pedone del bianco · f4 alfiere del bianco · f3 cavallo del bianco · a2 pedone del bianco · b2 pedone del bianco · c2 pedone del bianco · f2 pedone del bianco · g2 pedone del bianco · h2 pedone del bianco · a1 torre del bianco · d1 donna del bianco · f1 torre del bianco · g1 re del bianco | a8 torre del nero · c8 alfiere del nero · d8 re del nero · f8 alfiere del nero · h8 torre del nero · a7 pedone del nero · b7 pedone del nero · d7 cavallo del nero · e7 donna del nero · g7 pedone del nero · c6 pedone del nero · e6 pedone del nero · f6 cavallo del nero · g6 alfiere del bianco · h6 pedone del nero · d4 pedone del bianco · f4 alfiere del bianco · f3 cavallo del bianco · a2 pedone del bianco · b2 pedone del bianco · c2 pedone del bianco · f2 pedone del bianco · g2 pedone del bianco · h2 pedone del bianco · a1 torre del bianco · d1 donna del bianco · f1 torre del bianco · g1 re del bianco | 3 |
| 2 | a8 torre del nero · c8 alfiere del nero · d8 re del nero · f8 alfiere del nero · h8 torre del nero · a7 pedone del nero · b7 pedone del nero · d7 cavallo del nero · e7 donna del nero · g7 pedone del nero · c6 pedone del nero · e6 pedone del nero · f6 cavallo del nero · g6 alfiere del bianco · h6 pedone del nero · d4 pedone del bianco · f4 alfiere del bianco · f3 cavallo del bianco · a2 pedone del bianco · b2 pedone del bianco · c2 pedone del bianco · f2 pedone del bianco · g2 pedone del bianco · h2 pedone del bianco · a1 torre del bianco · d1 donna del bianco · f1 torre del bianco · g1 re del bianco | a8 torre del nero · c8 alfiere del nero · d8 re del nero · f8 alfiere del nero · h8 torre del nero · a7 pedone del nero · b7 pedone del nero · d7 cavallo del nero · e7 donna del nero · g7 pedone del nero · c6 pedone del nero · e6 pedone del nero · f6 cavallo del nero · g6 alfiere del bianco · h6 pedone del nero · d4 pedone del bianco · f4 alfiere del bianco · f3 cavallo del bianco · a2 pedone del bianco · b2 pedone del bianco · c2 pedone del bianco · f2 pedone del bianco · g2 pedone del bianco · h2 pedone del bianco · a1 torre del bianco · d1 donna del bianco · f1 torre del bianco · g1 re del bianco | a8 torre del nero · c8 alfiere del nero · d8 re del nero · f8 alfiere del nero · h8 torre del nero · a7 pedone del nero · b7 pedone del nero · d7 cavallo del nero · e7 donna del nero · g7 pedone del nero · c6 pedone del nero · e6 pedone del nero · f6 cavallo del nero · g6 alfiere del bianco · h6 pedone del nero · d4 pedone del bianco · f4 alfiere del bianco · f3 cavallo del bianco · a2 pedone del bianco · b2 pedone del bianco · c2 pedone del bianco · f2 pedone del bianco · g2 pedone del bianco · h2 pedone del bianco · a1 torre del bianco · d1 donna del bianco · f1 torre del bianco · g1 re del bianco | a8 torre del nero · c8 alfiere del nero · d8 re del nero · f8 alfiere del nero · h8 torre del nero · a7 pedone del nero · b7 pedone del nero · d7 cavallo del nero · e7 donna del nero · g7 pedone del nero · c6 pedone del nero · e6 pedone del nero · f6 cavallo del nero · g6 alfiere del bianco · h6 pedone del nero · d4 pedone del bianco · f4 alfiere del bianco · f3 cavallo del bianco · a2 pedone del bianco · b2 pedone del bianco · c2 pedone del bianco · f2 pedone del bianco · g2 pedone del bianco · h2 pedone del bianco · a1 torre del bianco · d1 donna del bianco · f1 torre del bianco · g1 re del bianco | a8 torre del nero · c8 alfiere del nero · d8 re del nero · f8 alfiere del nero · h8 torre del nero · a7 pedone del nero · b7 pedone del nero · d7 cavallo del nero · e7 donna del nero · g7 pedone del nero · c6 pedone del nero · e6 pedone del nero · f6 cavallo del nero · g6 alfiere del bianco · h6 pedone del nero · d4 pedone del bianco · f4 alfiere del bianco · f3 cavallo del bianco · a2 pedone del bianco · b2 pedone del bianco · c2 pedone del bianco · f2 pedone del bianco · g2 pedone del bianco · h2 pedone del bianco · a1 torre del bianco · d1 donna del bianco · f1 torre del bianco · g1 re del bianco | a8 torre del nero · c8 alfiere del nero · d8 re del nero · f8 alfiere del nero · h8 torre del nero · a7 pedone del nero · b7 pedone del nero · d7 cavallo del nero · e7 donna del nero · g7 pedone del nero · c6 pedone del nero · e6 pedone del nero · f6 cavallo del nero · g6 alfiere del bianco · h6 pedone del nero · d4 pedone del bianco · f4 alfiere del bianco · f3 cavallo del bianco · a2 pedone del bianco · b2 pedone del bianco · c2 pedone del bianco · f2 pedone del bianco · g2 pedone del bianco · h2 pedone del bianco · a1 torre del bianco · d1 donna del bianco · f1 torre del bianco · g1 re del bianco | a8 torre del nero · c8 alfiere del nero · d8 re del nero · f8 alfiere del nero · h8 torre del nero · a7 pedone del nero · b7 pedone del nero · d7 cavallo del nero · e7 donna del nero · g7 pedone del nero · c6 pedone del nero · e6 pedone del nero · f6 cavallo del nero · g6 alfiere del bianco · h6 pedone del nero · d4 pedone del bianco · f4 alfiere del bianco · f3 cavallo del bianco · a2 pedone del bianco · b2 pedone del bianco · c2 pedone del bianco · f2 pedone del bianco · g2 pedone del bianco · h2 pedone del bianco · a1 torre del bianco · d1 donna del bianco · f1 torre del bianco · g1 re del bianco | a8 torre del nero · c8 alfiere del nero · d8 re del nero · f8 alfiere del nero · h8 torre del nero · a7 pedone del nero · b7 pedone del nero · d7 cavallo del nero · e7 donna del nero · g7 pedone del nero · c6 pedone del nero · e6 pedone del nero · f6 cavallo del nero · g6 alfiere del bianco · h6 pedone del nero · d4 pedone del bianco · f4 alfiere del bianco · f3 cavallo del bianco · a2 pedone del bianco · b2 pedone del bianco · c2 pedone del bianco · f2 pedone del bianco · g2 pedone del bianco · h2 pedone del bianco · a1 torre del bianco · d1 donna del bianco · f1 torre del bianco · g1 re del bianco | 2 |
| 1 | a8 torre del nero · c8 alfiere del nero · d8 re del nero · f8 alfiere del nero · h8 torre del nero · a7 pedone del nero · b7 pedone del nero · d7 cavallo del nero · e7 donna del nero · g7 pedone del nero · c6 pedone del nero · e6 pedone del nero · f6 cavallo del nero · g6 alfiere del bianco · h6 pedone del nero · d4 pedone del bianco · f4 alfiere del bianco · f3 cavallo del bianco · a2 pedone del bianco · b2 pedone del bianco · c2 pedone del bianco · f2 pedone del bianco · g2 pedone del bianco · h2 pedone del bianco · a1 torre del bianco · d1 donna del bianco · f1 torre del bianco · g1 re del bianco | a8 torre del nero · c8 alfiere del nero · d8 re del nero · f8 alfiere del nero · h8 torre del nero · a7 pedone del nero · b7 pedone del nero · d7 cavallo del nero · e7 donna del nero · g7 pedone del nero · c6 pedone del nero · e6 pedone del nero · f6 cavallo del nero · g6 alfiere del bianco · h6 pedone del nero · d4 pedone del bianco · f4 alfiere del bianco · f3 cavallo del bianco · a2 pedone del bianco · b2 pedone del bianco · c2 pedone del bianco · f2 pedone del bianco · g2 pedone del bianco · h2 pedone del bianco · a1 torre del bianco · d1 donna del bianco · f1 torre del bianco · g1 re del bianco | a8 torre del nero · c8 alfiere del nero · d8 re del nero · f8 alfiere del nero · h8 torre del nero · a7 pedone del nero · b7 pedone del nero · d7 cavallo del nero · e7 donna del nero · g7 pedone del nero · c6 pedone del nero · e6 pedone del nero · f6 cavallo del nero · g6 alfiere del bianco · h6 pedone del nero · d4 pedone del bianco · f4 alfiere del bianco · f3 cavallo del bianco · a2 pedone del bianco · b2 pedone del bianco · c2 pedone del bianco · f2 pedone del bianco · g2 pedone del bianco · h2 pedone del bianco · a1 torre del bianco · d1 donna del bianco · f1 torre del bianco · g1 re del bianco | a8 torre del nero · c8 alfiere del nero · d8 re del nero · f8 alfiere del nero · h8 torre del nero · a7 pedone del nero · b7 pedone del nero · d7 cavallo del nero · e7 donna del nero · g7 pedone del nero · c6 pedone del nero · e6 pedone del nero · f6 cavallo del nero · g6 alfiere del bianco · h6 pedone del nero · d4 pedone del bianco · f4 alfiere del bianco · f3 cavallo del bianco · a2 pedone del bianco · b2 pedone del bianco · c2 pedone del bianco · f2 pedone del bianco · g2 pedone del bianco · h2 pedone del bianco · a1 torre del bianco · d1 donna del bianco · f1 torre del bianco · g1 re del bianco | a8 torre del nero · c8 alfiere del nero · d8 re del nero · f8 alfiere del nero · h8 torre del nero · a7 pedone del nero · b7 pedone del nero · d7 cavallo del nero · e7 donna del nero · g7 pedone del nero · c6 pedone del nero · e6 pedone del nero · f6 cavallo del nero · g6 alfiere del bianco · h6 pedone del nero · d4 pedone del bianco · f4 alfiere del bianco · f3 cavallo del bianco · a2 pedone del bianco · b2 pedone del bianco · c2 pedone del bianco · f2 pedone del bianco · g2 pedone del bianco · h2 pedone del bianco · a1 torre del bianco · d1 donna del bianco · f1 torre del bianco · g1 re del bianco | a8 torre del nero · c8 alfiere del nero · d8 re del nero · f8 alfiere del nero · h8 torre del nero · a7 pedone del nero · b7 pedone del nero · d7 cavallo del nero · e7 donna del nero · g7 pedone del nero · c6 pedone del nero · e6 pedone del nero · f6 cavallo del nero · g6 alfiere del bianco · h6 pedone del nero · d4 pedone del bianco · f4 alfiere del bianco · f3 cavallo del bianco · a2 pedone del bianco · b2 pedone del bianco · c2 pedone del bianco · f2 pedone del bianco · g2 pedone del bianco · h2 pedone del bianco · a1 torre del bianco · d1 donna del bianco · f1 torre del bianco · g1 re del bianco | a8 torre del nero · c8 alfiere del nero · d8 re del nero · f8 alfiere del nero · h8 torre del nero · a7 pedone del nero · b7 pedone del nero · d7 cavallo del nero · e7 donna del nero · g7 pedone del nero · c6 pedone del nero · e6 pedone del nero · f6 cavallo del nero · g6 alfiere del bianco · h6 pedone del nero · d4 pedone del bianco · f4 alfiere del bianco · f3 cavallo del bianco · a2 pedone del bianco · b2 pedone del bianco · c2 pedone del bianco · f2 pedone del bianco · g2 pedone del bianco · h2 pedone del bianco · a1 torre del bianco · d1 donna del bianco · f1 torre del bianco · g1 re del bianco | a8 torre del nero · c8 alfiere del nero · d8 re del nero · f8 alfiere del nero · h8 torre del nero · a7 pedone del nero · b7 pedone del nero · d7 cavallo del nero · e7 donna del nero · g7 pedone del nero · c6 pedone del nero · e6 pedone del nero · f6 cavallo del nero · g6 alfiere del bianco · h6 pedone del nero · d4 pedone del bianco · f4 alfiere del bianco · f3 cavallo del bianco · a2 pedone del bianco · b2 pedone del bianco · c2 pedone del bianco · f2 pedone del bianco · g2 pedone del bianco · h2 pedone del bianco · a1 torre del bianco · d1 donna del bianco · f1 torre del bianco · g1 re del bianco | 1 |
|   | a | b | c | d | e | f | g | h |   |

9…fxe6 10.Ag6+ Rd8 11.Af4
Se l'alfiere del Nero fosse stato in d6 invece che in f8, il Bianco non avrebbe potuto giocare questa mossa. In cambio del cavallo sacrificato, l'alfiere del Bianco ha una roccaforte nella posizione del Nero. Il Nero, avendo mosso il re, non può più arroccare, la sua donna blocca il proprio alfiere, ha dei problemi a fare uscire i pezzi e ad usare il cavallo in più.
11...b5
La prima novità della partita e ora Deep Blue deve iniziare ad analizzare la posizione per conto proprio. L'idea di Kasparov è di ottenere un po' di spazio sul lato di donna ed impedire al Bianco di giocare c4.
12.a4 Ab7 13.Te1 Cd5 14.Ag3 Rc8 15.axb5 cxb5 16.Dd3 Ac6 17.Af5
Il Bianco preme sul pedone nero in e6 e sta progettando di invadere la posizione con le torri. Kasparov non riesce a sfruttare tutto il suo materiale di vantaggio e decidere di concedere disperatamente la donna per una torre ed un alfiere.
17…exf5 18.Txe7 Axe7 19.c4 1-0
|   | a | b | c | d | e | f | g | h |   |
| 8 | a8 torre del nero · c8 re del nero · h8 torre del nero · a7 pedone del nero · d7 cavallo del nero · e7 alfiere del nero · g7 pedone del nero · c6 alfiere del nero · h6 pedone del nero · b5 pedone del nero · d5 cavallo del nero · f5 pedone del nero · c4 pedone del bianco · d4 pedone del bianco · d3 donna del bianco · f3 cavallo del bianco · g3 alfiere del bianco · b2 pedone del bianco · f2 pedone del bianco · g2 pedone del bianco · h2 pedone del bianco · a1 torre del bianco · g1 re del bianco | a8 torre del nero · c8 re del nero · h8 torre del nero · a7 pedone del nero · d7 cavallo del nero · e7 alfiere del nero · g7 pedone del nero · c6 alfiere del nero · h6 pedone del nero · b5 pedone del nero · d5 cavallo del nero · f5 pedone del nero · c4 pedone del bianco · d4 pedone del bianco · d3 donna del bianco · f3 cavallo del bianco · g3 alfiere del bianco · b2 pedone del bianco · f2 pedone del bianco · g2 pedone del bianco · h2 pedone del bianco · a1 torre del bianco · g1 re del bianco | a8 torre del nero · c8 re del nero · h8 torre del nero · a7 pedone del nero · d7 cavallo del nero · e7 alfiere del nero · g7 pedone del nero · c6 alfiere del nero · h6 pedone del nero · b5 pedone del nero · d5 cavallo del nero · f5 pedone del nero · c4 pedone del bianco · d4 pedone del bianco · d3 donna del bianco · f3 cavallo del bianco · g3 alfiere del bianco · b2 pedone del bianco · f2 pedone del bianco · g2 pedone del bianco · h2 pedone del bianco · a1 torre del bianco · g1 re del bianco | a8 torre del nero · c8 re del nero · h8 torre del nero · a7 pedone del nero · d7 cavallo del nero · e7 alfiere del nero · g7 pedone del nero · c6 alfiere del nero · h6 pedone del nero · b5 pedone del nero · d5 cavallo del nero · f5 pedone del nero · c4 pedone del bianco · d4 pedone del bianco · d3 donna del bianco · f3 cavallo del bianco · g3 alfiere del bianco · b2 pedone del bianco · f2 pedone del bianco · g2 pedone del bianco · h2 pedone del bianco · a1 torre del bianco · g1 re del bianco | a8 torre del nero · c8 re del nero · h8 torre del nero · a7 pedone del nero · d7 cavallo del nero · e7 alfiere del nero · g7 pedone del nero · c6 alfiere del nero · h6 pedone del nero · b5 pedone del nero · d5 cavallo del nero · f5 pedone del nero · c4 pedone del bianco · d4 pedone del bianco · d3 donna del bianco · f3 cavallo del bianco · g3 alfiere del bianco · b2 pedone del bianco · f2 pedone del bianco · g2 pedone del bianco · h2 pedone del bianco · a1 torre del bianco · g1 re del bianco | a8 torre del nero · c8 re del nero · h8 torre del nero · a7 pedone del nero · d7 cavallo del nero · e7 alfiere del nero · g7 pedone del nero · c6 alfiere del nero · h6 pedone del nero · b5 pedone del nero · d5 cavallo del nero · f5 pedone del nero · c4 pedone del bianco · d4 pedone del bianco · d3 donna del bianco · f3 cavallo del bianco · g3 alfiere del bianco · b2 pedone del bianco · f2 pedone del bianco · g2 pedone del bianco · h2 pedone del bianco · a1 torre del bianco · g1 re del bianco | a8 torre del nero · c8 re del nero · h8 torre del nero · a7 pedone del nero · d7 cavallo del nero · e7 alfiere del nero · g7 pedone del nero · c6 alfiere del nero · h6 pedone del nero · b5 pedone del nero · d5 cavallo del nero · f5 pedone del nero · c4 pedone del bianco · d4 pedone del bianco · d3 donna del bianco · f3 cavallo del bianco · g3 alfiere del bianco · b2 pedone del bianco · f2 pedone del bianco · g2 pedone del bianco · h2 pedone del bianco · a1 torre del bianco · g1 re del bianco | a8 torre del nero · c8 re del nero · h8 torre del nero · a7 pedone del nero · d7 cavallo del nero · e7 alfiere del nero · g7 pedone del nero · c6 alfiere del nero · h6 pedone del nero · b5 pedone del nero · d5 cavallo del nero · f5 pedone del nero · c4 pedone del bianco · d4 pedone del bianco · d3 donna del bianco · f3 cavallo del bianco · g3 alfiere del bianco · b2 pedone del bianco · f2 pedone del bianco · g2 pedone del bianco · h2 pedone del bianco · a1 torre del bianco · g1 re del bianco | 8 |
| 7 | a8 torre del nero · c8 re del nero · h8 torre del nero · a7 pedone del nero · d7 cavallo del nero · e7 alfiere del nero · g7 pedone del nero · c6 alfiere del nero · h6 pedone del nero · b5 pedone del nero · d5 cavallo del nero · f5 pedone del nero · c4 pedone del bianco · d4 pedone del bianco · d3 donna del bianco · f3 cavallo del bianco · g3 alfiere del bianco · b2 pedone del bianco · f2 pedone del bianco · g2 pedone del bianco · h2 pedone del bianco · a1 torre del bianco · g1 re del bianco | a8 torre del nero · c8 re del nero · h8 torre del nero · a7 pedone del nero · d7 cavallo del nero · e7 alfiere del nero · g7 pedone del nero · c6 alfiere del nero · h6 pedone del nero · b5 pedone del nero · d5 cavallo del nero · f5 pedone del nero · c4 pedone del bianco · d4 pedone del bianco · d3 donna del bianco · f3 cavallo del bianco · g3 alfiere del bianco · b2 pedone del bianco · f2 pedone del bianco · g2 pedone del bianco · h2 pedone del bianco · a1 torre del bianco · g1 re del bianco | a8 torre del nero · c8 re del nero · h8 torre del nero · a7 pedone del nero · d7 cavallo del nero · e7 alfiere del nero · g7 pedone del nero · c6 alfiere del nero · h6 pedone del nero · b5 pedone del nero · d5 cavallo del nero · f5 pedone del nero · c4 pedone del bianco · d4 pedone del bianco · d3 donna del bianco · f3 cavallo del bianco · g3 alfiere del bianco · b2 pedone del bianco · f2 pedone del bianco · g2 pedone del bianco · h2 pedone del bianco · a1 torre del bianco · g1 re del bianco | a8 torre del nero · c8 re del nero · h8 torre del nero · a7 pedone del nero · d7 cavallo del nero · e7 alfiere del nero · g7 pedone del nero · c6 alfiere del nero · h6 pedone del nero · b5 pedone del nero · d5 cavallo del nero · f5 pedone del nero · c4 pedone del bianco · d4 pedone del bianco · d3 donna del bianco · f3 cavallo del bianco · g3 alfiere del bianco · b2 pedone del bianco · f2 pedone del bianco · g2 pedone del bianco · h2 pedone del bianco · a1 torre del bianco · g1 re del bianco | a8 torre del nero · c8 re del nero · h8 torre del nero · a7 pedone del nero · d7 cavallo del nero · e7 alfiere del nero · g7 pedone del nero · c6 alfiere del nero · h6 pedone del nero · b5 pedone del nero · d5 cavallo del nero · f5 pedone del nero · c4 pedone del bianco · d4 pedone del bianco · d3 donna del bianco · f3 cavallo del bianco · g3 alfiere del bianco · b2 pedone del bianco · f2 pedone del bianco · g2 pedone del bianco · h2 pedone del bianco · a1 torre del bianco · g1 re del bianco | a8 torre del nero · c8 re del nero · h8 torre del nero · a7 pedone del nero · d7 cavallo del nero · e7 alfiere del nero · g7 pedone del nero · c6 alfiere del nero · h6 pedone del nero · b5 pedone del nero · d5 cavallo del nero · f5 pedone del nero · c4 pedone del bianco · d4 pedone del bianco · d3 donna del bianco · f3 cavallo del bianco · g3 alfiere del bianco · b2 pedone del bianco · f2 pedone del bianco · g2 pedone del bianco · h2 pedone del bianco · a1 torre del bianco · g1 re del bianco | a8 torre del nero · c8 re del nero · h8 torre del nero · a7 pedone del nero · d7 cavallo del nero · e7 alfiere del nero · g7 pedone del nero · c6 alfiere del nero · h6 pedone del nero · b5 pedone del nero · d5 cavallo del nero · f5 pedone del nero · c4 pedone del bianco · d4 pedone del bianco · d3 donna del bianco · f3 cavallo del bianco · g3 alfiere del bianco · b2 pedone del bianco · f2 pedone del bianco · g2 pedone del bianco · h2 pedone del bianco · a1 torre del bianco · g1 re del bianco | a8 torre del nero · c8 re del nero · h8 torre del nero · a7 pedone del nero · d7 cavallo del nero · e7 alfiere del nero · g7 pedone del nero · c6 alfiere del nero · h6 pedone del nero · b5 pedone del nero · d5 cavallo del nero · f5 pedone del nero · c4 pedone del bianco · d4 pedone del bianco · d3 donna del bianco · f3 cavallo del bianco · g3 alfiere del bianco · b2 pedone del bianco · f2 pedone del bianco · g2 pedone del bianco · h2 pedone del bianco · a1 torre del bianco · g1 re del bianco | 7 |
| 6 | a8 torre del nero · c8 re del nero · h8 torre del nero · a7 pedone del nero · d7 cavallo del nero · e7 alfiere del nero · g7 pedone del nero · c6 alfiere del nero · h6 pedone del nero · b5 pedone del nero · d5 cavallo del nero · f5 pedone del nero · c4 pedone del bianco · d4 pedone del bianco · d3 donna del bianco · f3 cavallo del bianco · g3 alfiere del bianco · b2 pedone del bianco · f2 pedone del bianco · g2 pedone del bianco · h2 pedone del bianco · a1 torre del bianco · g1 re del bianco | a8 torre del nero · c8 re del nero · h8 torre del nero · a7 pedone del nero · d7 cavallo del nero · e7 alfiere del nero · g7 pedone del nero · c6 alfiere del nero · h6 pedone del nero · b5 pedone del nero · d5 cavallo del nero · f5 pedone del nero · c4 pedone del bianco · d4 pedone del bianco · d3 donna del bianco · f3 cavallo del bianco · g3 alfiere del bianco · b2 pedone del bianco · f2 pedone del bianco · g2 pedone del bianco · h2 pedone del bianco · a1 torre del bianco · g1 re del bianco | a8 torre del nero · c8 re del nero · h8 torre del nero · a7 pedone del nero · d7 cavallo del nero · e7 alfiere del nero · g7 pedone del nero · c6 alfiere del nero · h6 pedone del nero · b5 pedone del nero · d5 cavallo del nero · f5 pedone del nero · c4 pedone del bianco · d4 pedone del bianco · d3 donna del bianco · f3 cavallo del bianco · g3 alfiere del bianco · b2 pedone del bianco · f2 pedone del bianco · g2 pedone del bianco · h2 pedone del bianco · a1 torre del bianco · g1 re del bianco | a8 torre del nero · c8 re del nero · h8 torre del nero · a7 pedone del nero · d7 cavallo del nero · e7 alfiere del nero · g7 pedone del nero · c6 alfiere del nero · h6 pedone del nero · b5 pedone del nero · d5 cavallo del nero · f5 pedone del nero · c4 pedone del bianco · d4 pedone del bianco · d3 donna del bianco · f3 cavallo del bianco · g3 alfiere del bianco · b2 pedone del bianco · f2 pedone del bianco · g2 pedone del bianco · h2 pedone del bianco · a1 torre del bianco · g1 re del bianco | a8 torre del nero · c8 re del nero · h8 torre del nero · a7 pedone del nero · d7 cavallo del nero · e7 alfiere del nero · g7 pedone del nero · c6 alfiere del nero · h6 pedone del nero · b5 pedone del nero · d5 cavallo del nero · f5 pedone del nero · c4 pedone del bianco · d4 pedone del bianco · d3 donna del bianco · f3 cavallo del bianco · g3 alfiere del bianco · b2 pedone del bianco · f2 pedone del bianco · g2 pedone del bianco · h2 pedone del bianco · a1 torre del bianco · g1 re del bianco | a8 torre del nero · c8 re del nero · h8 torre del nero · a7 pedone del nero · d7 cavallo del nero · e7 alfiere del nero · g7 pedone del nero · c6 alfiere del nero · h6 pedone del nero · b5 pedone del nero · d5 cavallo del nero · f5 pedone del nero · c4 pedone del bianco · d4 pedone del bianco · d3 donna del bianco · f3 cavallo del bianco · g3 alfiere del bianco · b2 pedone del bianco · f2 pedone del bianco · g2 pedone del bianco · h2 pedone del bianco · a1 torre del bianco · g1 re del bianco | a8 torre del nero · c8 re del nero · h8 torre del nero · a7 pedone del nero · d7 cavallo del nero · e7 alfiere del nero · g7 pedone del nero · c6 alfiere del nero · h6 pedone del nero · b5 pedone del nero · d5 cavallo del nero · f5 pedone del nero · c4 pedone del bianco · d4 pedone del bianco · d3 donna del bianco · f3 cavallo del bianco · g3 alfiere del bianco · b2 pedone del bianco · f2 pedone del bianco · g2 pedone del bianco · h2 pedone del bianco · a1 torre del bianco · g1 re del bianco | a8 torre del nero · c8 re del nero · h8 torre del nero · a7 pedone del nero · d7 cavallo del nero · e7 alfiere del nero · g7 pedone del nero · c6 alfiere del nero · h6 pedone del nero · b5 pedone del nero · d5 cavallo del nero · f5 pedone del nero · c4 pedone del bianco · d4 pedone del bianco · d3 donna del bianco · f3 cavallo del bianco · g3 alfiere del bianco · b2 pedone del bianco · f2 pedone del bianco · g2 pedone del bianco · h2 pedone del bianco · a1 torre del bianco · g1 re del bianco | 6 |
| 5 | a8 torre del nero · c8 re del nero · h8 torre del nero · a7 pedone del nero · d7 cavallo del nero · e7 alfiere del nero · g7 pedone del nero · c6 alfiere del nero · h6 pedone del nero · b5 pedone del nero · d5 cavallo del nero · f5 pedone del nero · c4 pedone del bianco · d4 pedone del bianco · d3 donna del bianco · f3 cavallo del bianco · g3 alfiere del bianco · b2 pedone del bianco · f2 pedone del bianco · g2 pedone del bianco · h2 pedone del bianco · a1 torre del bianco · g1 re del bianco | a8 torre del nero · c8 re del nero · h8 torre del nero · a7 pedone del nero · d7 cavallo del nero · e7 alfiere del nero · g7 pedone del nero · c6 alfiere del nero · h6 pedone del nero · b5 pedone del nero · d5 cavallo del nero · f5 pedone del nero · c4 pedone del bianco · d4 pedone del bianco · d3 donna del bianco · f3 cavallo del bianco · g3 alfiere del bianco · b2 pedone del bianco · f2 pedone del bianco · g2 pedone del bianco · h2 pedone del bianco · a1 torre del bianco · g1 re del bianco | a8 torre del nero · c8 re del nero · h8 torre del nero · a7 pedone del nero · d7 cavallo del nero · e7 alfiere del nero · g7 pedone del nero · c6 alfiere del nero · h6 pedone del nero · b5 pedone del nero · d5 cavallo del nero · f5 pedone del nero · c4 pedone del bianco · d4 pedone del bianco · d3 donna del bianco · f3 cavallo del bianco · g3 alfiere del bianco · b2 pedone del bianco · f2 pedone del bianco · g2 pedone del bianco · h2 pedone del bianco · a1 torre del bianco · g1 re del bianco | a8 torre del nero · c8 re del nero · h8 torre del nero · a7 pedone del nero · d7 cavallo del nero · e7 alfiere del nero · g7 pedone del nero · c6 alfiere del nero · h6 pedone del nero · b5 pedone del nero · d5 cavallo del nero · f5 pedone del nero · c4 pedone del bianco · d4 pedone del bianco · d3 donna del bianco · f3 cavallo del bianco · g3 alfiere del bianco · b2 pedone del bianco · f2 pedone del bianco · g2 pedone del bianco · h2 pedone del bianco · a1 torre del bianco · g1 re del bianco | a8 torre del nero · c8 re del nero · h8 torre del nero · a7 pedone del nero · d7 cavallo del nero · e7 alfiere del nero · g7 pedone del nero · c6 alfiere del nero · h6 pedone del nero · b5 pedone del nero · d5 cavallo del nero · f5 pedone del nero · c4 pedone del bianco · d4 pedone del bianco · d3 donna del bianco · f3 cavallo del bianco · g3 alfiere del bianco · b2 pedone del bianco · f2 pedone del bianco · g2 pedone del bianco · h2 pedone del bianco · a1 torre del bianco · g1 re del bianco | a8 torre del nero · c8 re del nero · h8 torre del nero · a7 pedone del nero · d7 cavallo del nero · e7 alfiere del nero · g7 pedone del nero · c6 alfiere del nero · h6 pedone del nero · b5 pedone del nero · d5 cavallo del nero · f5 pedone del nero · c4 pedone del bianco · d4 pedone del bianco · d3 donna del bianco · f3 cavallo del bianco · g3 alfiere del bianco · b2 pedone del bianco · f2 pedone del bianco · g2 pedone del bianco · h2 pedone del bianco · a1 torre del bianco · g1 re del bianco | a8 torre del nero · c8 re del nero · h8 torre del nero · a7 pedone del nero · d7 cavallo del nero · e7 alfiere del nero · g7 pedone del nero · c6 alfiere del nero · h6 pedone del nero · b5 pedone del nero · d5 cavallo del nero · f5 pedone del nero · c4 pedone del bianco · d4 pedone del bianco · d3 donna del bianco · f3 cavallo del bianco · g3 alfiere del bianco · b2 pedone del bianco · f2 pedone del bianco · g2 pedone del bianco · h2 pedone del bianco · a1 torre del bianco · g1 re del bianco | a8 torre del nero · c8 re del nero · h8 torre del nero · a7 pedone del nero · d7 cavallo del nero · e7 alfiere del nero · g7 pedone del nero · c6 alfiere del nero · h6 pedone del nero · b5 pedone del nero · d5 cavallo del nero · f5 pedone del nero · c4 pedone del bianco · d4 pedone del bianco · d3 donna del bianco · f3 cavallo del bianco · g3 alfiere del bianco · b2 pedone del bianco · f2 pedone del bianco · g2 pedone del bianco · h2 pedone del bianco · a1 torre del bianco · g1 re del bianco | 5 |
| 4 | a8 torre del nero · c8 re del nero · h8 torre del nero · a7 pedone del nero · d7 cavallo del nero · e7 alfiere del nero · g7 pedone del nero · c6 alfiere del nero · h6 pedone del nero · b5 pedone del nero · d5 cavallo del nero · f5 pedone del nero · c4 pedone del bianco · d4 pedone del bianco · d3 donna del bianco · f3 cavallo del bianco · g3 alfiere del bianco · b2 pedone del bianco · f2 pedone del bianco · g2 pedone del bianco · h2 pedone del bianco · a1 torre del bianco · g1 re del bianco | a8 torre del nero · c8 re del nero · h8 torre del nero · a7 pedone del nero · d7 cavallo del nero · e7 alfiere del nero · g7 pedone del nero · c6 alfiere del nero · h6 pedone del nero · b5 pedone del nero · d5 cavallo del nero · f5 pedone del nero · c4 pedone del bianco · d4 pedone del bianco · d3 donna del bianco · f3 cavallo del bianco · g3 alfiere del bianco · b2 pedone del bianco · f2 pedone del bianco · g2 pedone del bianco · h2 pedone del bianco · a1 torre del bianco · g1 re del bianco | a8 torre del nero · c8 re del nero · h8 torre del nero · a7 pedone del nero · d7 cavallo del nero · e7 alfiere del nero · g7 pedone del nero · c6 alfiere del nero · h6 pedone del nero · b5 pedone del nero · d5 cavallo del nero · f5 pedone del nero · c4 pedone del bianco · d4 pedone del bianco · d3 donna del bianco · f3 cavallo del bianco · g3 alfiere del bianco · b2 pedone del bianco · f2 pedone del bianco · g2 pedone del bianco · h2 pedone del bianco · a1 torre del bianco · g1 re del bianco | a8 torre del nero · c8 re del nero · h8 torre del nero · a7 pedone del nero · d7 cavallo del nero · e7 alfiere del nero · g7 pedone del nero · c6 alfiere del nero · h6 pedone del nero · b5 pedone del nero · d5 cavallo del nero · f5 pedone del nero · c4 pedone del bianco · d4 pedone del bianco · d3 donna del bianco · f3 cavallo del bianco · g3 alfiere del bianco · b2 pedone del bianco · f2 pedone del bianco · g2 pedone del bianco · h2 pedone del bianco · a1 torre del bianco · g1 re del bianco | a8 torre del nero · c8 re del nero · h8 torre del nero · a7 pedone del nero · d7 cavallo del nero · e7 alfiere del nero · g7 pedone del nero · c6 alfiere del nero · h6 pedone del nero · b5 pedone del nero · d5 cavallo del nero · f5 pedone del nero · c4 pedone del bianco · d4 pedone del bianco · d3 donna del bianco · f3 cavallo del bianco · g3 alfiere del bianco · b2 pedone del bianco · f2 pedone del bianco · g2 pedone del bianco · h2 pedone del bianco · a1 torre del bianco · g1 re del bianco | a8 torre del nero · c8 re del nero · h8 torre del nero · a7 pedone del nero · d7 cavallo del nero · e7 alfiere del nero · g7 pedone del nero · c6 alfiere del nero · h6 pedone del nero · b5 pedone del nero · d5 cavallo del nero · f5 pedone del nero · c4 pedone del bianco · d4 pedone del bianco · d3 donna del bianco · f3 cavallo del bianco · g3 alfiere del bianco · b2 pedone del bianco · f2 pedone del bianco · g2 pedone del bianco · h2 pedone del bianco · a1 torre del bianco · g1 re del bianco | a8 torre del nero · c8 re del nero · h8 torre del nero · a7 pedone del nero · d7 cavallo del nero · e7 alfiere del nero · g7 pedone del nero · c6 alfiere del nero · h6 pedone del nero · b5 pedone del nero · d5 cavallo del nero · f5 pedone del nero · c4 pedone del bianco · d4 pedone del bianco · d3 donna del bianco · f3 cavallo del bianco · g3 alfiere del bianco · b2 pedone del bianco · f2 pedone del bianco · g2 pedone del bianco · h2 pedone del bianco · a1 torre del bianco · g1 re del bianco | a8 torre del nero · c8 re del nero · h8 torre del nero · a7 pedone del nero · d7 cavallo del nero · e7 alfiere del nero · g7 pedone del nero · c6 alfiere del nero · h6 pedone del nero · b5 pedone del nero · d5 cavallo del nero · f5 pedone del nero · c4 pedone del bianco · d4 pedone del bianco · d3 donna del bianco · f3 cavallo del bianco · g3 alfiere del bianco · b2 pedone del bianco · f2 pedone del bianco · g2 pedone del bianco · h2 pedone del bianco · a1 torre del bianco · g1 re del bianco | 4 |
| 3 | a8 torre del nero · c8 re del nero · h8 torre del nero · a7 pedone del nero · d7 cavallo del nero · e7 alfiere del nero · g7 pedone del nero · c6 alfiere del nero · h6 pedone del nero · b5 pedone del nero · d5 cavallo del nero · f5 pedone del nero · c4 pedone del bianco · d4 pedone del bianco · d3 donna del bianco · f3 cavallo del bianco · g3 alfiere del bianco · b2 pedone del bianco · f2 pedone del bianco · g2 pedone del bianco · h2 pedone del bianco · a1 torre del bianco · g1 re del bianco | a8 torre del nero · c8 re del nero · h8 torre del nero · a7 pedone del nero · d7 cavallo del nero · e7 alfiere del nero · g7 pedone del nero · c6 alfiere del nero · h6 pedone del nero · b5 pedone del nero · d5 cavallo del nero · f5 pedone del nero · c4 pedone del bianco · d4 pedone del bianco · d3 donna del bianco · f3 cavallo del bianco · g3 alfiere del bianco · b2 pedone del bianco · f2 pedone del bianco · g2 pedone del bianco · h2 pedone del bianco · a1 torre del bianco · g1 re del bianco | a8 torre del nero · c8 re del nero · h8 torre del nero · a7 pedone del nero · d7 cavallo del nero · e7 alfiere del nero · g7 pedone del nero · c6 alfiere del nero · h6 pedone del nero · b5 pedone del nero · d5 cavallo del nero · f5 pedone del nero · c4 pedone del bianco · d4 pedone del bianco · d3 donna del bianco · f3 cavallo del bianco · g3 alfiere del bianco · b2 pedone del bianco · f2 pedone del bianco · g2 pedone del bianco · h2 pedone del bianco · a1 torre del bianco · g1 re del bianco | a8 torre del nero · c8 re del nero · h8 torre del nero · a7 pedone del nero · d7 cavallo del nero · e7 alfiere del nero · g7 pedone del nero · c6 alfiere del nero · h6 pedone del nero · b5 pedone del nero · d5 cavallo del nero · f5 pedone del nero · c4 pedone del bianco · d4 pedone del bianco · d3 donna del bianco · f3 cavallo del bianco · g3 alfiere del bianco · b2 pedone del bianco · f2 pedone del bianco · g2 pedone del bianco · h2 pedone del bianco · a1 torre del bianco · g1 re del bianco | a8 torre del nero · c8 re del nero · h8 torre del nero · a7 pedone del nero · d7 cavallo del nero · e7 alfiere del nero · g7 pedone del nero · c6 alfiere del nero · h6 pedone del nero · b5 pedone del nero · d5 cavallo del nero · f5 pedone del nero · c4 pedone del bianco · d4 pedone del bianco · d3 donna del bianco · f3 cavallo del bianco · g3 alfiere del bianco · b2 pedone del bianco · f2 pedone del bianco · g2 pedone del bianco · h2 pedone del bianco · a1 torre del bianco · g1 re del bianco | a8 torre del nero · c8 re del nero · h8 torre del nero · a7 pedone del nero · d7 cavallo del nero · e7 alfiere del nero · g7 pedone del nero · c6 alfiere del nero · h6 pedone del nero · b5 pedone del nero · d5 cavallo del nero · f5 pedone del nero · c4 pedone del bianco · d4 pedone del bianco · d3 donna del bianco · f3 cavallo del bianco · g3 alfiere del bianco · b2 pedone del bianco · f2 pedone del bianco · g2 pedone del bianco · h2 pedone del bianco · a1 torre del bianco · g1 re del bianco | a8 torre del nero · c8 re del nero · h8 torre del nero · a7 pedone del nero · d7 cavallo del nero · e7 alfiere del nero · g7 pedone del nero · c6 alfiere del nero · h6 pedone del nero · b5 pedone del nero · d5 cavallo del nero · f5 pedone del nero · c4 pedone del bianco · d4 pedone del bianco · d3 donna del bianco · f3 cavallo del bianco · g3 alfiere del bianco · b2 pedone del bianco · f2 pedone del bianco · g2 pedone del bianco · h2 pedone del bianco · a1 torre del bianco · g1 re del bianco | a8 torre del nero · c8 re del nero · h8 torre del nero · a7 pedone del nero · d7 cavallo del nero · e7 alfiere del nero · g7 pedone del nero · c6 alfiere del nero · h6 pedone del nero · b5 pedone del nero · d5 cavallo del nero · f5 pedone del nero · c4 pedone del bianco · d4 pedone del bianco · d3 donna del bianco · f3 cavallo del bianco · g3 alfiere del bianco · b2 pedone del bianco · f2 pedone del bianco · g2 pedone del bianco · h2 pedone del bianco · a1 torre del bianco · g1 re del bianco | 3 |
| 2 | a8 torre del nero · c8 re del nero · h8 torre del nero · a7 pedone del nero · d7 cavallo del nero · e7 alfiere del nero · g7 pedone del nero · c6 alfiere del nero · h6 pedone del nero · b5 pedone del nero · d5 cavallo del nero · f5 pedone del nero · c4 pedone del bianco · d4 pedone del bianco · d3 donna del bianco · f3 cavallo del bianco · g3 alfiere del bianco · b2 pedone del bianco · f2 pedone del bianco · g2 pedone del bianco · h2 pedone del bianco · a1 torre del bianco · g1 re del bianco | a8 torre del nero · c8 re del nero · h8 torre del nero · a7 pedone del nero · d7 cavallo del nero · e7 alfiere del nero · g7 pedone del nero · c6 alfiere del nero · h6 pedone del nero · b5 pedone del nero · d5 cavallo del nero · f5 pedone del nero · c4 pedone del bianco · d4 pedone del bianco · d3 donna del bianco · f3 cavallo del bianco · g3 alfiere del bianco · b2 pedone del bianco · f2 pedone del bianco · g2 pedone del bianco · h2 pedone del bianco · a1 torre del bianco · g1 re del bianco | a8 torre del nero · c8 re del nero · h8 torre del nero · a7 pedone del nero · d7 cavallo del nero · e7 alfiere del nero · g7 pedone del nero · c6 alfiere del nero · h6 pedone del nero · b5 pedone del nero · d5 cavallo del nero · f5 pedone del nero · c4 pedone del bianco · d4 pedone del bianco · d3 donna del bianco · f3 cavallo del bianco · g3 alfiere del bianco · b2 pedone del bianco · f2 pedone del bianco · g2 pedone del bianco · h2 pedone del bianco · a1 torre del bianco · g1 re del bianco | a8 torre del nero · c8 re del nero · h8 torre del nero · a7 pedone del nero · d7 cavallo del nero · e7 alfiere del nero · g7 pedone del nero · c6 alfiere del nero · h6 pedone del nero · b5 pedone del nero · d5 cavallo del nero · f5 pedone del nero · c4 pedone del bianco · d4 pedone del bianco · d3 donna del bianco · f3 cavallo del bianco · g3 alfiere del bianco · b2 pedone del bianco · f2 pedone del bianco · g2 pedone del bianco · h2 pedone del bianco · a1 torre del bianco · g1 re del bianco | a8 torre del nero · c8 re del nero · h8 torre del nero · a7 pedone del nero · d7 cavallo del nero · e7 alfiere del nero · g7 pedone del nero · c6 alfiere del nero · h6 pedone del nero · b5 pedone del nero · d5 cavallo del nero · f5 pedone del nero · c4 pedone del bianco · d4 pedone del bianco · d3 donna del bianco · f3 cavallo del bianco · g3 alfiere del bianco · b2 pedone del bianco · f2 pedone del bianco · g2 pedone del bianco · h2 pedone del bianco · a1 torre del bianco · g1 re del bianco | a8 torre del nero · c8 re del nero · h8 torre del nero · a7 pedone del nero · d7 cavallo del nero · e7 alfiere del nero · g7 pedone del nero · c6 alfiere del nero · h6 pedone del nero · b5 pedone del nero · d5 cavallo del nero · f5 pedone del nero · c4 pedone del bianco · d4 pedone del bianco · d3 donna del bianco · f3 cavallo del bianco · g3 alfiere del bianco · b2 pedone del bianco · f2 pedone del bianco · g2 pedone del bianco · h2 pedone del bianco · a1 torre del bianco · g1 re del bianco | a8 torre del nero · c8 re del nero · h8 torre del nero · a7 pedone del nero · d7 cavallo del nero · e7 alfiere del nero · g7 pedone del nero · c6 alfiere del nero · h6 pedone del nero · b5 pedone del nero · d5 cavallo del nero · f5 pedone del nero · c4 pedone del bianco · d4 pedone del bianco · d3 donna del bianco · f3 cavallo del bianco · g3 alfiere del bianco · b2 pedone del bianco · f2 pedone del bianco · g2 pedone del bianco · h2 pedone del bianco · a1 torre del bianco · g1 re del bianco | a8 torre del nero · c8 re del nero · h8 torre del nero · a7 pedone del nero · d7 cavallo del nero · e7 alfiere del nero · g7 pedone del nero · c6 alfiere del nero · h6 pedone del nero · b5 pedone del nero · d5 cavallo del nero · f5 pedone del nero · c4 pedone del bianco · d4 pedone del bianco · d3 donna del bianco · f3 cavallo del bianco · g3 alfiere del bianco · b2 pedone del bianco · f2 pedone del bianco · g2 pedone del bianco · h2 pedone del bianco · a1 torre del bianco · g1 re del bianco | 2 |
| 1 | a8 torre del nero · c8 re del nero · h8 torre del nero · a7 pedone del nero · d7 cavallo del nero · e7 alfiere del nero · g7 pedone del nero · c6 alfiere del nero · h6 pedone del nero · b5 pedone del nero · d5 cavallo del nero · f5 pedone del nero · c4 pedone del bianco · d4 pedone del bianco · d3 donna del bianco · f3 cavallo del bianco · g3 alfiere del bianco · b2 pedone del bianco · f2 pedone del bianco · g2 pedone del bianco · h2 pedone del bianco · a1 torre del bianco · g1 re del bianco | a8 torre del nero · c8 re del nero · h8 torre del nero · a7 pedone del nero · d7 cavallo del nero · e7 alfiere del nero · g7 pedone del nero · c6 alfiere del nero · h6 pedone del nero · b5 pedone del nero · d5 cavallo del nero · f5 pedone del nero · c4 pedone del bianco · d4 pedone del bianco · d3 donna del bianco · f3 cavallo del bianco · g3 alfiere del bianco · b2 pedone del bianco · f2 pedone del bianco · g2 pedone del bianco · h2 pedone del bianco · a1 torre del bianco · g1 re del bianco | a8 torre del nero · c8 re del nero · h8 torre del nero · a7 pedone del nero · d7 cavallo del nero · e7 alfiere del nero · g7 pedone del nero · c6 alfiere del nero · h6 pedone del nero · b5 pedone del nero · d5 cavallo del nero · f5 pedone del nero · c4 pedone del bianco · d4 pedone del bianco · d3 donna del bianco · f3 cavallo del bianco · g3 alfiere del bianco · b2 pedone del bianco · f2 pedone del bianco · g2 pedone del bianco · h2 pedone del bianco · a1 torre del bianco · g1 re del bianco | a8 torre del nero · c8 re del nero · h8 torre del nero · a7 pedone del nero · d7 cavallo del nero · e7 alfiere del nero · g7 pedone del nero · c6 alfiere del nero · h6 pedone del nero · b5 pedone del nero · d5 cavallo del nero · f5 pedone del nero · c4 pedone del bianco · d4 pedone del bianco · d3 donna del bianco · f3 cavallo del bianco · g3 alfiere del bianco · b2 pedone del bianco · f2 pedone del bianco · g2 pedone del bianco · h2 pedone del bianco · a1 torre del bianco · g1 re del bianco | a8 torre del nero · c8 re del nero · h8 torre del nero · a7 pedone del nero · d7 cavallo del nero · e7 alfiere del nero · g7 pedone del nero · c6 alfiere del nero · h6 pedone del nero · b5 pedone del nero · d5 cavallo del nero · f5 pedone del nero · c4 pedone del bianco · d4 pedone del bianco · d3 donna del bianco · f3 cavallo del bianco · g3 alfiere del bianco · b2 pedone del bianco · f2 pedone del bianco · g2 pedone del bianco · h2 pedone del bianco · a1 torre del bianco · g1 re del bianco | a8 torre del nero · c8 re del nero · h8 torre del nero · a7 pedone del nero · d7 cavallo del nero · e7 alfiere del nero · g7 pedone del nero · c6 alfiere del nero · h6 pedone del nero · b5 pedone del nero · d5 cavallo del nero · f5 pedone del nero · c4 pedone del bianco · d4 pedone del bianco · d3 donna del bianco · f3 cavallo del bianco · g3 alfiere del bianco · b2 pedone del bianco · f2 pedone del bianco · g2 pedone del bianco · h2 pedone del bianco · a1 torre del bianco · g1 re del bianco | a8 torre del nero · c8 re del nero · h8 torre del nero · a7 pedone del nero · d7 cavallo del nero · e7 alfiere del nero · g7 pedone del nero · c6 alfiere del nero · h6 pedone del nero · b5 pedone del nero · d5 cavallo del nero · f5 pedone del nero · c4 pedone del bianco · d4 pedone del bianco · d3 donna del bianco · f3 cavallo del bianco · g3 alfiere del bianco · b2 pedone del bianco · f2 pedone del bianco · g2 pedone del bianco · h2 pedone del bianco · a1 torre del bianco · g1 re del bianco | a8 torre del nero · c8 re del nero · h8 torre del nero · a7 pedone del nero · d7 cavallo del nero · e7 alfiere del nero · g7 pedone del nero · c6 alfiere del nero · h6 pedone del nero · b5 pedone del nero · d5 cavallo del nero · f5 pedone del nero · c4 pedone del bianco · d4 pedone del bianco · d3 donna del bianco · f3 cavallo del bianco · g3 alfiere del bianco · b2 pedone del bianco · f2 pedone del bianco · g2 pedone del bianco · h2 pedone del bianco · a1 torre del bianco · g1 re del bianco | 1 |
|   | a | b | c | d | e | f | g | h |   |

Il Nero abbandona perché la donna bianca sta per invadere il suo territorio attraverso c4 o f5 e una volta giocato Te1 sarà tutto finito. Una semplice continuazione sarebbe potuta essere: 19…bxc4 20.Dxc4 Cb4 (20…Rb7 21.Da6 scacco matto!) 21.Te1 Rd8 22.Txe7 Rxe7 23.Dxb4+. La più rapida sconfitta della carriera di Kasparov.
Dopo la partita Kasparov rimase visibilmente seccato e accusò la squadra di Deep Blue di aver barato usando dei maestri umani per "aiutare" il gioco del computer. Kasparov, in seguito, chiese di poter ottenere la rivincita, ma IBM rifiutò e dismise il programma di sviluppo di Deep Blue.